# Union des secteurs d'énergie du département de l'Aisne
L'Union des secteurs d'énergie du département de l'Aisne (USEDA) est un syndicat mixte ouvert français, située dans les départements de l'Aisne, des Ardennes et de l'Oise en région Grand Est et Hauts-de-France.

## Historique
L'Union des secteurs d'énergie du département de l'Aisne (USEDA) est créée en 1973 par un arrêté préfectoral du 22 mai 1973, sous la forme d'un syndicat intercommunal à vocation unique (Sivu). Elle est une fusion de 24 syndicats d'électricité du département qui géraient la distribution d'électricité des communes adhérentes. Ces derniers conservaient une existence légale, mais la comptabilité était commune depuis 1982 avec l'USEDA. L'arrêté préfectoral du 16 novembre 2004, met fin l'existence de ces 24 syndicats et des nouveaux statuts sont accordées à l'USEDA. Un nouvel arrêté préfectoral, datant du 14 juin 2011, modifie à nouveau les statuts avec l'ajout de nouvelles compétences, ce qui entraîne un changement de nature juridique en syndicat intercommunal à vocation multiple (SIVOM) au lieu d'être un syndicat intercommunal à vocation unique (Sivu).
L'arrêté préfectoral du 11 mars 2014 donne le statut juridique actuelle à l'USEDA avec le changement en syndicat mixte ouvert au lieu d'être un SIVOM avec l'adhésion du conseil départemental de l'Aisne. Par la suite, les arrêtés préfectoraux du 1er avril 2016 et du 23 décembre 2016 permettent l'adhésion de plusieurs communautés de communes du département comme membre de l'USEDA.
Au niveau communal, entre 2011 et 2017, des communes du département de l'Aisne adhèrent à l'USEDA, dont Bohain-en-Vermandois, Clermont-les-Fermes, Dampleux, La Fère, Fresnoy-le-Grand, Longpont, Origny-Sainte-Benoite, Regny, Vervins et Villers-Cotterêts. Au cours de l'année 2018, les communes de Guivry, d'Andelain et de Charmes adhère à l'USEDA pour le 1er janvier 2019 sauf pour la première qui rejoint le syndicat pendant l'année.
À la suite de son passage en syndicat mixte, les statuts de l'USEDA sont modifiés successivement par les arrêté préfectoraux du 7 juillet 2015 puis du 20 mars 2018. La dernière révision des statuts date de 2019 avec l'arrêté préfectoral du 11 mars 2019.

## Territoire communautaire

### Géographie
L'USEDA regroupe quasiment l'ensemble des communes du département de l'Aisne. Au 1er janvier 2019, sur les 800 communes du département, 783 communes sont membres du syndicat mixte et les 17 autres communes (Archon, Les Autels, Beaumont-en-Beine, Brunehamel, Chambry, Cuiry-lès-Iviers, Danizy, Dohis, Gauchy, Grandrieux, Mont-Saint-Jean, Morgny-en-Thiérache, Parfondeval, Raillimont, Résigny et Rouvroy-sur-Serre) n'ont pas adhéré à ce dernier. La commune ardennaise d'Hannappes fait partie de l'USEDA et 7 communes isariennes (Autheuil-en-Valois, Autrêches, Caisnes, Marolles, Moulin-sous-Touvent, Nampcel et Varinfroy) sont également adhérents.

### Composition

#### Communes
L'USEDA est composé des 788 communes suivantes :
| Nom                             | Code Insee | Département | Gentilé                       | Superficie (km2) | Population (dernière pop. légale) | Densité (hab./km2) | Modifier                                    |
| ------------------------------- | ---------- | ----------- | ----------------------------- | ---------------- | --------------------------------- | ------------------ | ------------------------------------------- |
| Laon (siège)                    | 02408      | Aisne       | Laonnois                      | 42,00            | 24 066 (2022)                     | 573                | modifier les données · modifier les données |
| Abbécourt                       | 02001      | Aisne       | Abbécourtois                  | 5,96             | 513 (2022)                        | 86                 | modifier les données · modifier les données |
| Achery                          | 02002      | Aisne       | Acheryens                     | 6,90             | 586 (2022)                        | 85                 | modifier les données · modifier les données |
| Acy                             | 02003      | Aisne       | Acéens                        | 11,67            | 1 013 (2022)                      | 87                 | modifier les données · modifier les données |
| Agnicourt-et-Séchelles          | 02004      | Aisne       | Agnicourtois                  | 10,79            | 188 (2022)                        | 17                 | modifier les données · modifier les données |
| Aguilcourt                      | 02005      | Aisne       | Aguilcourtois                 | 10,57            | 405 (2022)                        | 38                 | modifier les données · modifier les données |
| Aisonville-et-Bernoville        | 02006      | Aisne       | Aisonvillois et Bernovillois  | 8,73             | 257 (2022)                        | 29                 | modifier les données · modifier les données |
| Aizelles                        | 02007      | Aisne       | Aizellois                     | 4,88             | 119 (2022)                        | 24                 | modifier les données · modifier les données |
| Aizy-Jouy                       | 02008      | Aisne       | Aizyjois                      | 14,63            | 308 (2022)                        | 21                 | modifier les données · modifier les données |
| Alaincourt                      | 02009      | Aisne       | Alaincourtois                 | 5,90             | 522 (2022)                        | 88                 | modifier les données · modifier les données |
| Allemant                        | 02010      | Aisne       | Allemantiots                  | 5,13             | 166 (2022)                        | 32                 | modifier les données · modifier les données |
| Ambleny                         | 02011      | Aisne       | Amblenois                     | 17,32            | 1 203 (2022)                      | 69                 | modifier les données · modifier les données |
| Ambrief                         | 02012      | Aisne       | Ambriérois                    | 4,50             | 81 (2022)                         | 18                 | modifier les données · modifier les données |
| Amifontaine                     | 02013      | Aisne       | Amifontenois                  | 27,90            | 386 (2022)                        | 14                 | modifier les données · modifier les données |
| Amigny-Rouy                     | 02014      | Aisne       | Amignyrouysiens               | 13,08            | 710 (2022)                        | 54                 | modifier les données · modifier les données |
| Ancienville                     | 02015      | Aisne       | Ancienvillois                 | 3,85             | 78 (2022)                         | 20                 | modifier les données · modifier les données |
| Andelain                        | 02016      | Aisne       | Andelainois                   | 2,91             | 211 (2022)                        | 73                 | modifier les données · modifier les données |
| Anguilcourt-le-Sart             | 02017      | Aisne       | Anguilcourtois                | 9,14             | 281 (2022)                        | 31                 | modifier les données · modifier les données |
| Anizy-le-Grand                  | 02018      | Aisne       |                               | 20,57            | 2 510 (2022)                      | 122                | modifier les données · modifier les données |
| Annois                          | 02019      | Aisne       | Alnetuns                      | 5,90             | 352 (2022)                        | 60                 | modifier les données · modifier les données |
| Any-Martin-Rieux                | 02020      | Aisne       | Arnésiens                     | 17,73            | 455 (2022)                        | 26                 | modifier les données · modifier les données |
| Arcy-Sainte-Restitue            | 02022      | Aisne       | Arcéens                       | 26,43            | 398 (2022)                        | 15                 | modifier les données · modifier les données |
| Armentières-sur-Ourcq           | 02023      | Aisne       | Armentièrois                  | 6,81             | 98 (2022)                         | 14                 | modifier les données · modifier les données |
| Arrancy                         | 02024      | Aisne       | Arrancyens                    | 5,57             | 45 (2022)                         | 8,1                | modifier les données · modifier les données |
| Artemps                         | 02025      | Aisne       | Artempois                     | 6,31             | 363 (2022)                        | 58                 | modifier les données · modifier les données |
| Assis-sur-Serre                 | 02027      | Aisne       | Assiens                       | 8,04             | 203 (2022)                        | 25                 | modifier les données · modifier les données |
| Athies-sous-Laon                | 02028      | Aisne       | Athissiens                    | 15,44            | 2 600 (2022)                      | 168                | modifier les données · modifier les données |
| Attilly                         | 02029      | Aisne       | Attilliens                    | 11,81            | 345 (2022)                        | 29                 | modifier les données · modifier les données |
| Aubencheul-aux-Bois             | 02030      | Aisne       | Aubenchelois                  | 2,11             | 243 (2022)                        | 115                | modifier les données · modifier les données |
| Aubenton                        | 02031      | Aisne       | Aubentonnais                  | 23,70            | 659 (2022)                        | 28                 | modifier les données · modifier les données |
| Aubigny-aux-Kaisnes             | 02032      | Aisne       | Aubinois                      | 3,72             | 239 (2022)                        | 64                 | modifier les données · modifier les données |
| Aubigny-en-Laonnois             | 02033      | Aisne       | Albignyacois                  | 4,41             | 101 (2022)                        | 23                 | modifier les données · modifier les données |
| Audignicourt                    | 02034      | Aisne       | Audignicourtois               | 5,66             | 110 (2022)                        | 19                 | modifier les données · modifier les données |
| Audigny                         | 02035      | Aisne       | Audignois                     | 10,73            | 282 (2022)                        | 26                 | modifier les données · modifier les données |
| Augy                            | 02036      | Aisne       | Augycois                      | 2,60             | 68 (2022)                         | 26                 | modifier les données · modifier les données |
| Aulnois-sous-Laon               | 02037      | Aisne       | Aulnoisiens                   | 10,01            | 1 366 (2022)                      | 136                | modifier les données · modifier les données |
| Autheuil-en-Valois              | 60031      | Oise        |                               | 9,24             | 259 (2022)                        | 28                 | modifier les données · modifier les données |
| Autrêches                       | 60032      | Oise        | Autrêchois                    | 13,03            | 725 (2022)                        | 56                 | modifier les données · modifier les données |
| Autremencourt                   | 02039      | Aisne       | Autremencourtois              | 9,15             | 175 (2022)                        | 19                 | modifier les données · modifier les données |
| Autreppes                       | 02040      | Aisne       | Autreppois                    | 6,78             | 176 (2022)                        | 26                 | modifier les données · modifier les données |
| Autreville                      | 02041      | Aisne       | Alteravillois                 | 3,55             | 791 (2022)                        | 223                | modifier les données · modifier les données |
| Azy-sur-Marne                   | 02042      | Aisne       | Azyciens                      | 2,78             | 370 (2022)                        | 133                | modifier les données · modifier les données |
| Bagneux                         | 02043      | Aisne       | Balnéolais                    | 2,21             | 62 (2022)                         | 28                 | modifier les données · modifier les données |
| Bancigny                        | 02044      | Aisne       | Bancignyens                   | 3,32             | 25 (2022)                         | 7,5                | modifier les données · modifier les données |
| Barenton-Bugny                  | 02046      | Aisne       | Barentonais                   | 11,38            | 556 (2022)                        | 49                 | modifier les données · modifier les données |
| Barenton-Cel                    | 02047      | Aisne       | Barentonnais ou Baraguins     | 6,69             | 108 (2022)                        | 16                 | modifier les données · modifier les données |
| Barenton-sur-Serre              | 02048      | Aisne       | Barentonnais                  | 8,05             | 128 (2022)                        | 16                 | modifier les données · modifier les données |
| Barisis-aux-Bois                | 02049      | Aisne       | Barisiens                     | 15,11            | 746 (2022)                        | 49                 | modifier les données · modifier les données |
| Barzy-en-Thiérache              | 02050      | Aisne       | Barzyens                      | 7,63             | 317 (2022)                        | 42                 | modifier les données · modifier les données |
| Barzy-sur-Marne                 | 02051      | Aisne       | Barzyais                      | 7,55             | 399 (2022)                        | 53                 | modifier les données · modifier les données |
| Bassoles-Aulers                 | 02052      | Aisne       | Bassolois                     | 7,03             | 130 (2022)                        | 18                 | modifier les données · modifier les données |
| Bazoches-et-Saint-Thibaut       | 02054      | Aisne       |                               | 13,62            | 517 (2022)                        | 38                 | modifier les données · modifier les données |
| Beaumé                          | 02055      | Aisne       | Beauméens                     | 9,18             | 84 (2022)                         | 9,2                | modifier les données · modifier les données |
| Beaurevoir                      | 02057      | Aisne       | Bellovisiens                  | 21,73            | 1 324 (2022)                      | 61                 | modifier les données · modifier les données |
| Beaurieux                       | 02058      | Aisne       | Beaurivains                   | 9,69             | 813 (2022)                        | 84                 | modifier les données · modifier les données |
| Beautor                         | 02059      | Aisne       | Beautorois                    | 7,44             | 2 625 (2022)                      | 353                | modifier les données · modifier les données |
| Beauvois-en-Vermandois          | 02060      | Aisne       | Beauvoisiens ou Belluvisiens  | 7,51             | 257 (2022)                        | 34                 | modifier les données · modifier les données |
| Becquigny                       | 02061      | Aisne       | Becquignois                   | 4,67             | 263 (2022)                        | 56                 | modifier les données · modifier les données |
| Belleau                         | 02062      | Aisne       | Belleausiens                  | 6,72             | 133 (2022)                        | 20                 | modifier les données · modifier les données |
| Bellenglise                     | 02063      | Aisne       | Bellenglisois                 | 6,40             | 379 (2022)                        | 59                 | modifier les données · modifier les données |
| Belleu                          | 02064      | Aisne       | Belleusiens                   | 4,53             | 3 624 (2022)                      | 800                | modifier les données · modifier les données |
| Bellicourt                      | 02065      | Aisne       | Bellicourtois                 | 9,77             | 561 (2022)                        | 57                 | modifier les données · modifier les données |
| Benay                           | 02066      | Aisne       | Benaysiens                    | 6,81             | 188 (2022)                        | 28                 | modifier les données · modifier les données |
| Bergues-sur-Sambre              | 02067      | Aisne       | Berguois                      | 4,41             | 206 (2022)                        | 47                 | modifier les données · modifier les données |
| Berlancourt                     | 02068      | Aisne       | Berlancourtois                | 5,20             | 81 (2022)                         | 16                 | modifier les données · modifier les données |
| Berlise                         | 02069      | Aisne       | Berlisois                     | 6,59             | 104 (2022)                        | 16                 | modifier les données · modifier les données |
| Bernot                          | 02070      | Aisne       | Bernotois                     | 16,56            | 434 (2022)                        | 26                 | modifier les données · modifier les données |
| Berny-Rivière                   | 02071      | Aisne       | Bernéens                      | 7,87             | 633 (2022)                        | 80                 | modifier les données · modifier les données |
| Berrieux                        | 02072      | Aisne       | Berrieusiens                  | 4,98             | 177 (2022)                        | 36                 | modifier les données · modifier les données |
| Berry-au-Bac                    | 02073      | Aisne       | Berryacois                    | 8,10             | 720 (2022)                        | 89                 | modifier les données · modifier les données |
| Bertaucourt-Epourdon            | 02074      | Aisne       | Bertaucourtois                | 7,46             | 586 (2022)                        | 79                 | modifier les données · modifier les données |
| Berthenicourt                   | 02075      | Aisne       | Berthenicourtois              | 3,07             | 198 (2022)                        | 64                 | modifier les données · modifier les données |
| Bertricourt                     | 02076      | Aisne       | Bertricourtois                | 4,48             | 154 (2022)                        | 34                 | modifier les données · modifier les données |
| Bernoy-le-Château               | 02564      | Aisne       |                               | 16,29            | 840 (2022)                        | 52                 | modifier les données · modifier les données |
| Besmé                           | 02078      | Aisne       | Besméens                      | 2,66             | 166 (2022)                        | 62                 | modifier les données · modifier les données |
| Besmont                         | 02079      | Aisne       | Besmontois                    | 15,86            | 137 (2022)                        | 8,6                | modifier les données · modifier les données |
| Besny-et-Loizy                  | 02080      | Aisne       | Besnyacois                    | 9,76             | 314 (2022)                        | 32                 | modifier les données · modifier les données |
| Béthancourt-en-Vaux             | 02081      | Aisne       | Béthancourtois                | 4,30             | 425 (2022)                        | 99                 | modifier les données · modifier les données |
| Beugneux                        | 02082      | Aisne       | Beugneusiens                  | 7,68             | 117 (2022)                        | 15                 | modifier les données · modifier les données |
| Beuvardes                       | 02083      | Aisne       | Beuvardois                    | 15,66            | 741 (2022)                        | 47                 | modifier les données · modifier les données |
| Bézu-le-Guéry                   | 02084      | Aisne       | Bézuyats                      | 11,10            | 250 (2022)                        | 23                 | modifier les données · modifier les données |
| Bézu-Saint-Germain              | 02085      | Aisne       | Bézuacois                     | 11,13            | 991 (2022)                        | 89                 | modifier les données · modifier les données |
| Bichancourt                     | 02086      | Aisne       | Bichancourtois                | 7,73             | 989 (2022)                        | 128                | modifier les données · modifier les données |
| Bieuxy                          | 02087      | Aisne       | Bieuxyois                     | 4,50             | 34 (2022)                         | 7,6                | modifier les données · modifier les données |
| Bièvres                         | 02088      | Aisne       | Biévrois                      | 2,64             | 80 (2022)                         | 30                 | modifier les données · modifier les données |
| Billy-sur-Aisne                 | 02089      | Aisne       | Billysiens                    | 7,47             | 1 141 (2022)                      | 153                | modifier les données · modifier les données |
| Billy-sur-Ourcq                 | 02090      | Aisne       | Billyacois                    | 10,17            | 195 (2022)                        | 19                 | modifier les données · modifier les données |
| Blanzy-lès-Fismes               | 02091      | Aisne       | Blanzyacois                   | 5,27             | 91 (2022)                         | 17                 | modifier les données · modifier les données |
| Blérancourt                     | 02093      | Aisne       | Blérancourtois                | 10,80            | 1 212 (2022)                      | 112                | modifier les données · modifier les données |
| Blesmes                         | 02094      | Aisne       | Blesmois                      | 9,70             | 473 (2022)                        | 49                 | modifier les données · modifier les données |
| Bohain-en-Vermandois            | 02095      | Aisne       | Bohainois                     | 31,74            | 5 724 (2022)                      | 180                | modifier les données · modifier les données |
| Bois-lès-Pargny                 | 02096      | Aisne       | Sylvestriens                  | 10,32            | 188 (2022)                        | 18                 | modifier les données · modifier les données |
| Boncourt                        | 02097      | Aisne       | Boncourtois                   | 13,29            | 270 (2022)                        | 20                 | modifier les données · modifier les données |
| Bonneil                         | 02098      | Aisne       | Bonneillois                   | 2,11             | 376 (2022)                        | 178                | modifier les données · modifier les données |
| Bonnesvalyn                     | 02099      | Aisne       | Bonnois                       | 6,34             | 207 (2022)                        | 33                 | modifier les données · modifier les données |
| Bony                            | 02100      | Aisne       | Bonyens                       | 7,98             | 139 (2022)                        | 17                 | modifier les données · modifier les données |
| Bosmont-sur-Serre               | 02101      | Aisne       | Bosmontois                    | 9,68             | 171 (2022)                        | 18                 | modifier les données · modifier les données |
| Bouconville-Vauclair            | 02102      | Aisne       | Bouconvillois                 | 13,04            | 184 (2022)                        | 14                 | modifier les données · modifier les données |
| Boué                            | 02103      | Aisne       | Bouésiens                     | 10,44            | 1 316 (2022)                      | 126                | modifier les données · modifier les données |
| Bouffignereux                   | 02104      | Aisne       | Bouffignereusiens             | 4,36             | 95 (2022)                         | 22                 | modifier les données · modifier les données |
| Bouresches                      | 02105      | Aisne       | Boureschois                   | 7,52             | 187 (2022)                        | 25                 | modifier les données · modifier les données |
| Bourg-et-Comin                  | 02106      | Aisne       | Bourcominois                  | 5,12             | 809 (2022)                        | 158                | modifier les données · modifier les données |
| Bourguignon-sous-Coucy          | 02107      | Aisne       | Bourguignons                  | 2,80             | 104 (2022)                        | 37                 | modifier les données · modifier les données |
| Bourguignon-sous-Montbavin      | 02108      | Aisne       | Bourguignons                  | 1,92             | 146 (2022)                        | 76                 | modifier les données · modifier les données |
| Braine                          | 02110      | Aisne       | Brainois                      | 11,61            | 2 243 (2022)                      | 193                | modifier les données · modifier les données |
| Brancourt-en-Laonnois           | 02111      | Aisne       | Brancourtois                  | 6,56             | 710 (2022)                        | 108                | modifier les données · modifier les données |
| Brancourt-le-Grand              | 02112      | Aisne       | Brancourtois                  | 13,14            | 558 (2022)                        | 42                 | modifier les données · modifier les données |
| Brasles                         | 02114      | Aisne       | Braslois                      | 7,45             | 1 711 (2022)                      | 230                | modifier les données · modifier les données |
| Braye                           | 02118      | Aisne       | Brayacois                     | 1,34             | 130 (2022)                        | 97                 | modifier les données · modifier les données |
| Braye-en-Laonnois               | 02115      | Aisne       | Brayois                       | 8,09             | 189 (2022)                        | 23                 | modifier les données · modifier les données |
| Braye-en-Thiérache              | 02116      | Aisne       | Brayards                      | 9,17             | 133 (2022)                        | 15                 | modifier les données · modifier les données |
| Bray-Saint-Christophe           | 02117      | Aisne       | Brayois                       | 2,88             | 65 (2022)                         | 23                 | modifier les données · modifier les données |
| Brécy                           | 02119      | Aisne       | Brécyliens                    | 9,98             | 317 (2022)                        | 32                 | modifier les données · modifier les données |
| Brenelle                        | 02120      | Aisne       | Brenellois                    | 4,34             | 194 (2022)                        | 45                 | modifier les données · modifier les données |
| Breny                           | 02121      | Aisne       | Brenois                       | 4,52             | 219 (2022)                        | 48                 | modifier les données · modifier les données |
| Brie                            | 02122      | Aisne       | Briois                        | 2,80             | 54 (2022)                         | 19                 | modifier les données · modifier les données |
| Brissay-Choigny                 | 02123      | Aisne       | Brissiliens                   | 8,98             | 297 (2022)                        | 33                 | modifier les données · modifier les données |
| Brissy-Hamégicourt              | 02124      | Aisne       | Brissy-Hamégicourtois         | 12,38            | 653 (2022)                        | 53                 | modifier les données · modifier les données |
| Brumetz                         | 02125      | Aisne       | Brumetziens                   | 7,24             | 179 (2022)                        | 25                 | modifier les données · modifier les données |
| Bruyères-et-Montbérault         | 02128      | Aisne       | Bruyérois                     | 11,61            | 1 419 (2022)                      | 122                | modifier les données · modifier les données |
| Bruyères-sur-Fère               | 02127      | Aisne       | Bruyérois                     | 9,05             | 195 (2022)                        | 22                 | modifier les données · modifier les données |
| Bruys                           | 02129      | Aisne       | Bruyciacois                   | 5,70             | 19 (2022)                         | 3,3                | modifier les données · modifier les données |
| Bucilly                         | 02130      | Aisne       | Bucillois                     | 12,85            | 202 (2022)                        | 16                 | modifier les données · modifier les données |
| Bucy-le-Long                    | 02131      | Aisne       | Bucyquois                     | 12,86            | 1 915 (2022)                      | 149                | modifier les données · modifier les données |
| Bucy-lès-Cerny                  | 02132      | Aisne       | Bucyois                       | 8,74             | 188 (2022)                        | 22                 | modifier les données · modifier les données |
| Bucy-lès-Pierrepont             | 02133      | Aisne       | Bucyacois                     | 14,46            | 406 (2022)                        | 28                 | modifier les données · modifier les données |
| Buire                           | 02134      | Aisne       | Buirois                       | 4,13             | 822 (2022)                        | 199                | modifier les données · modifier les données |
| Buironfosse                     | 02135      | Aisne       | Buironfossois                 | 17,60            | 1 125 (2022)                      | 64                 | modifier les données · modifier les données |
| Burelles                        | 02136      | Aisne       | Burellois                     | 13,83            | 123 (2022)                        | 8,9                | modifier les données · modifier les données |
| Bussiares                       | 02137      | Aisne       | Bussiarois                    | 7,40             | 131 (2022)                        | 18                 | modifier les données · modifier les données |
| Buzancy                         | 02138      | Aisne       | Buzancéens                    | 4,75             | 183 (2022)                        | 39                 | modifier les données · modifier les données |
| Caillouël-Crépigny              | 02139      | Aisne       | Caillouëlos et Crépignois     | 6,63             | 459 (2022)                        | 69                 | modifier les données · modifier les données |
| Caisnes                         | 60118      | Oise        | Caisnois                      | 6,19             | 512 (2022)                        | 83                 | modifier les données · modifier les données |
| Camelin                         | 02140      | Aisne       | Camelinois                    | 9,15             | 436 (2022)                        | 48                 | modifier les données · modifier les données |
| Castres                         | 02142      | Aisne       | Castrais                      | 5,71             | 247 (2022)                        | 43                 | modifier les données · modifier les données |
| Caulaincourt                    | 02144      | Aisne       | Caulaincourtois               | 5,96             | 144 (2022)                        | 24                 | modifier les données · modifier les données |
| Caumont                         | 02145      | Aisne       | Caumontois                    | 5,71             | 546 (2022)                        | 96                 | modifier les données · modifier les données |
| Celles-lès-Condé                | 02146      | Aisne       | Cellois                       | 3,91             | 94 (2022)                         | 24                 | modifier les données · modifier les données |
| Celles-sur-Aisne                | 02148      | Aisne       | Cellois                       | 6,16             | 252 (2022)                        | 41                 | modifier les données · modifier les données |
| Cerizy                          | 02149      | Aisne       | Cerisyacois                   | 4,00             | 59 (2022)                         | 15                 | modifier les données · modifier les données |
| Cerny-en-Laonnois               | 02150      | Aisne       | Cerniacois                    | 7,22             | 63 (2022)                         | 8,7                | modifier les données · modifier les données |
| Cerny-lès-Bucy                  | 02151      | Aisne       | Cerniacois                    | 3,19             | 113 (2022)                        | 35                 | modifier les données · modifier les données |
| Cerseuil                        | 02152      | Aisne       | Cerseuillois                  | 4,61             | 88 (2022)                         | 19                 | modifier les données · modifier les données |
| Cessières-Suzy                  | 02153      | Aisne       |                               | 20,21            | 796 (2022)                        | 39                 | modifier les données · modifier les données |
| Chacrise                        | 02154      | Aisne       | Chacrisois                    | 12,74            | 367 (2022)                        | 29                 | modifier les données · modifier les données |
| Chaillevois                     | 02155      | Aisne       | Chaillevoisiens               | 2,17             | 197 (2022)                        | 91                 | modifier les données · modifier les données |
| Chalandry                       | 02156      | Aisne       | Chalandréens                  | 7,66             | 242 (2022)                        | 32                 | modifier les données · modifier les données |
| Chamouille                      | 02158      | Aisne       | Chamouillois                  | 3,34             | 270 (2022)                        | 81                 | modifier les données · modifier les données |
| Champs                          | 02159      | Aisne       | Champésiens                   | 9,16             | 311 (2022)                        | 34                 | modifier les données · modifier les données |
| Chaourse                        | 02160      | Aisne       | Chaoursiens                   | 18,60            | 497 (2022)                        | 27                 | modifier les données · modifier les données |
| Charly-sur-Marne                | 02163      | Aisne       | Carlésiens                    | 20,52            | 2 584 (2022)                      | 126                | modifier les données · modifier les données |
| Charmes                         | 02165      | Aisne       | Carpiniens                    | 3,66             | 1 596 (2022)                      | 436                | modifier les données · modifier les données |
| Chartèves                       | 02166      | Aisne       | Chartévois                    | 8,76             | 358 (2022)                        | 41                 | modifier les données · modifier les données |
| Chassemy                        | 02167      | Aisne       | Chassemysiens                 | 10,85            | 898 (2022)                        | 83                 | modifier les données · modifier les données |
| Château-Thierry                 | 02168      | Aisne       | Castelthéodoriciens           | 16,55            | 15 068 (2022)                     | 910                | modifier les données · modifier les données |
| Châtillon-lès-Sons              | 02169      | Aisne       | Châtillonnais                 | 10,56            | 83 (2022)                         | 7,9                | modifier les données · modifier les données |
| Châtillon-sur-Oise              | 02170      | Aisne       | Châtillonnais                 | 2,62             | 125 (2022)                        | 48                 | modifier les données · modifier les données |
| Chaudardes                      | 02171      | Aisne       | Chaudardais                   | 4,70             | 91 (2022)                         | 19                 | modifier les données · modifier les données |
| Chaudun                         | 02172      | Aisne       | Chaudunois                    | 8,52             | 244 (2022)                        | 29                 | modifier les données · modifier les données |
| Chauny                          | 02173      | Aisne       | Chaunois                      | 13,28            | 11 456 (2022)                     | 863                | modifier les données · modifier les données |
| Chavignon                       | 02174      | Aisne       | Chavignonnais                 | 11,55            | 852 (2022)                        | 74                 | modifier les données · modifier les données |
| Chavigny                        | 02175      | Aisne       | Chavinéens                    | 5,28             | 159 (2022)                        | 30                 | modifier les données · modifier les données |
| Chavonne                        | 02176      | Aisne       | Chavonniens                   | 3,62             | 210 (2022)                        | 58                 | modifier les données · modifier les données |
| Chérêt                          | 02177      | Aisne       | Chérêtois                     | 3,71             | 146 (2022)                        | 39                 | modifier les données · modifier les données |
| Chermizy-Ailles                 | 02178      | Aisne       | Chermizyacois                 | 10,95            | 121 (2022)                        | 11                 | modifier les données · modifier les données |
| Chéry-Chartreuve                | 02179      | Aisne       | Chéry-Chartreuvois            | 13,69            | 379 (2022)                        | 28                 | modifier les données · modifier les données |
| Chéry-lès-Pouilly               | 02180      | Aisne       | Chérysiens                    | 17,22            | 737 (2022)                        | 43                 | modifier les données · modifier les données |
| Chéry-lès-Rozoy                 | 02181      | Aisne       | Chéryacois                    | 4,73             | 97 (2022)                         | 21                 | modifier les données · modifier les données |
| Chevennes                       | 02182      | Aisne       | Chevennois                    | 6,06             | 128 (2022)                        | 21                 | modifier les données · modifier les données |
| Chevregny                       | 02183      | Aisne       | Capricorniens                 | 8,85             | 191 (2022)                        | 22                 | modifier les données · modifier les données |
| Chevresis-Monceau               | 02184      | Aisne       | Chevrésiens                   | 16,85            | 335 (2022)                        | 20                 | modifier les données · modifier les données |
| Chézy-en-Orxois                 | 02185      | Aisne       | Cahusas ou Caouzats           | 16,15            | 377 (2022)                        | 23                 | modifier les données · modifier les données |
| Chézy-sur-Marne                 | 02186      | Aisne       | Guernouillats                 | 22,43            | 1 308 (2022)                      | 58                 | modifier les données · modifier les données |
| Chierry                         | 02187      | Aisne       | Cerisiens                     | 2,82             | 1 169 (2022)                      | 415                | modifier les données · modifier les données |
| Chigny                          | 02188      | Aisne       | Chignyois                     | 10,47            | 141 (2022)                        | 13                 | modifier les données · modifier les données |
| Chivres-en-Laonnois             | 02189      | Aisne       | Chivresiens                   | 13,56            | 354 (2022)                        | 26                 | modifier les données · modifier les données |
| Chivres-Val                     | 02190      | Aisne       | Chivresvallois                | 5,54             | 532 (2022)                        | 96                 | modifier les données · modifier les données |
| Chivy-lès-Étouvelles            | 02191      | Aisne       | Chiviacussiens                | 3,54             | 488 (2022)                        | 138                | modifier les données · modifier les données |
| Chouy                           | 02192      | Aisne       | Choyens                       | 20,03            | 371 (2022)                        | 19                 | modifier les données · modifier les données |
| Cierges                         | 02193      | Aisne       | Ciergeois                     | 8,22             | 64 (2022)                         | 7,8                | modifier les données · modifier les données |
| Cilly                           | 02194      | Aisne       | Cillois                       | 9,30             | 175 (2022)                        | 19                 | modifier les données · modifier les données |
| Ciry-Salsogne                   | 02195      | Aisne       | Cirysiens ou Salsogniens      | 8,95             | 892 (2022)                        | 100                | modifier les données · modifier les données |
| Clacy-et-Thierret               | 02196      | Aisne       | Clacyacois / Clacythierretois | 4,21             | 294 (2022)                        | 70                 | modifier les données · modifier les données |
| Clairfontaine                   | 02197      | Aisne       | Clairfontains                 | 14,31            | 522 (2022)                        | 36                 | modifier les données · modifier les données |
| Clamecy                         | 02198      | Aisne       | Clamecycois                   | 3,40             | 238 (2022)                        | 70                 | modifier les données · modifier les données |
| Clastres                        | 02199      | Aisne       | Clastrois                     | 8,24             | 590 (2022)                        | 72                 | modifier les données · modifier les données |
| Clermont-les-Fermes             | 02200      | Aisne       | Clermontois                   | 9,30             | 99 (2022)                         | 11                 | modifier les données · modifier les données |
| Cœuvres-et-Valsery              | 02201      | Aisne       | Coeuvréens                    | 12,52            | 466 (2022)                        | 37                 | modifier les données · modifier les données |
| Coincy                          | 02203      | Aisne       | Cossignaciens                 | 17,24            | 1 281 (2022)                      | 74                 | modifier les données · modifier les données |
| Coingt                          | 02204      | Aisne       | Coingtois                     | 7,31             | 63 (2022)                         | 8,6                | modifier les données · modifier les données |
| Colligis-Crandelain             | 02205      | Aisne       | Colligiens                    | 6,53             | 212 (2022)                        | 32                 | modifier les données · modifier les données |
| Colonfay                        | 02206      | Aisne       | Colonfayens                   | 3,29             | 72 (2022)                         | 22                 | modifier les données · modifier les données |
| Commenchon                      | 02207      | Aisne       | Commenchonois                 | 3,33             | 219 (2022)                        | 66                 | modifier les données · modifier les données |
| Concevreux                      | 02208      | Aisne       | Concevreusiens                | 12,51            | 260 (2022)                        | 21                 | modifier les données · modifier les données |
| Condé-en-Brie                   | 02209      | Aisne       | Condéens                      | 4,56             | 658 (2022)                        | 144                | modifier les données · modifier les données |
| Condé-sur-Aisne                 | 02210      | Aisne       | Condéens                      | 3,73             | 358 (2022)                        | 96                 | modifier les données · modifier les données |
| Condé-sur-Suippe                | 02211      | Aisne       | Condéens                      | 5,83             | 343 (2022)                        | 59                 | modifier les données · modifier les données |
| Condren                         | 02212      | Aisne       | Condrinois                    | 5,58             | 682 (2022)                        | 122                | modifier les données · modifier les données |
| Connigis                        | 02213      | Aisne       | Connigeois                    | 5,46             | 318 (2022)                        | 58                 | modifier les données · modifier les données |
| Contescourt                     | 02214      | Aisne       | Contescourtois                | 3,42             | 61 (2022)                         | 18                 | modifier les données · modifier les données |
| Corbeny                         | 02215      | Aisne       | Corbeniens                    | 15,23            | 849 (2022)                        | 56                 | modifier les données · modifier les données |
| Corcy                           | 02216      | Aisne       | Corcyacois                    | 7,25             | 318 (2022)                        | 44                 | modifier les données · modifier les données |
| Coucy-la-Ville                  | 02219      | Aisne       | Coucyssiens                   | 6,11             | 195 (2022)                        | 32                 | modifier les données · modifier les données |
| Coucy-le-Château-Auffrique      | 02217      | Aisne       | Coucyssois                    | 11,46            | 989 (2022)                        | 86                 | modifier les données · modifier les données |
| Coucy-lès-Eppes                 | 02218      | Aisne       | Coucycois                     | 6,03             | 647 (2022)                        | 107                | modifier les données · modifier les données |
| Coulonges-Cohan                 | 02220      | Aisne       | Coulongeois                   | 28,75            | 443 (2022)                        | 15                 | modifier les données · modifier les données |
| Coupru                          | 02221      | Aisne       | Couprusiens                   | 7,82             | 159 (2022)                        | 20                 | modifier les données · modifier les données |
| Courbes                         | 02222      | Aisne       | Courbesiens ou Courbéens      | 3,16             | 39 (2022)                         | 12                 | modifier les données · modifier les données |
| Courboin                        | 02223      | Aisne       | Courboinnais                  | 14,07            | 301 (2022)                        | 21                 | modifier les données · modifier les données |
| Courcelles-sur-Vesle            | 02224      | Aisne       | Courcellois                   | 8,81             | 348 (2022)                        | 40                 | modifier les données · modifier les données |
| Courchamps                      | 02225      | Aisne       | Couchampesois                 | 2,72             | 82 (2022)                         | 30                 | modifier les données · modifier les données |
| Courmelles                      | 02226      | Aisne       | Courmellois                   | 6,76             | 1 831 (2022)                      | 271                | modifier les données · modifier les données |
| Courmont                        | 02227      | Aisne       | Courmontois                   | 9,86             | 123 (2022)                        | 12                 | modifier les données · modifier les données |
| Courtemont-Varennes             | 02228      | Aisne       | Varennois                     | 5,98             | 353 (2022)                        | 59                 | modifier les données · modifier les données |
| Courtrizy-et-Fussigny           | 02229      | Aisne       | Courtriziens                  | 4,22             | 76 (2022)                         | 18                 | modifier les données · modifier les données |
| Couvrelles                      | 02230      | Aisne       | Couvrellois                   | 7,50             | 177 (2022)                        | 24                 | modifier les données · modifier les données |
| Couvron-et-Aumencourt           | 02231      | Aisne       | Covéronnais                   | 13,33            | 931 (2022)                        | 70                 | modifier les données · modifier les données |
| Coyolles                        | 02232      | Aisne       | Coyollais                     | 24,55            | 366 (2022)                        | 15                 | modifier les données · modifier les données |
| Cramaille                       | 02233      | Aisne       | Cramaillois                   | 8,12             | 133 (2022)                        | 16                 | modifier les données · modifier les données |
| Craonne                         | 02234      | Aisne       | Craonnais                     | 8,62             | 85 (2022)                         | 9,9                | modifier les données · modifier les données |
| Craonnelle                      | 02235      | Aisne       | Craonnelois                   | 5,91             | 118 (2022)                        | 20                 | modifier les données · modifier les données |
| Crécy-au-Mont                   | 02236      | Aisne       |                               | 11,83            | 323 (2022)                        | 27                 | modifier les données · modifier les données |
| Crécy-sur-Serre                 | 02237      | Aisne       | Créçois                       | 17,90            | 1 487 (2022)                      | 83                 | modifier les données · modifier les données |
| Crépy                           | 02238      | Aisne       | Crépynois                     | 27,70            | 1 807 (2022)                      | 65                 | modifier les données · modifier les données |
| Crézancy                        | 02239      | Aisne       | Crézançois                    | 7,06             | 1 193 (2022)                      | 169                | modifier les données · modifier les données |
| Croix-Fonsomme                  | 02240      | Aisne       | Croisiens                     | 9,37             | 187 (2022)                        | 20                 | modifier les données · modifier les données |
| Crouttes-sur-Marne              | 02242      | Aisne       | Crouttois                     | 4,33             | 607 (2022)                        | 140                | modifier les données · modifier les données |
| Crouy                           | 02243      | Aisne       | Crouyssiens                   | 10,38            | 3 041 (2022)                      | 293                | modifier les données · modifier les données |
| Crupilly                        | 02244      | Aisne       | Crupillois                    | 3,52             | 64 (2022)                         | 18                 | modifier les données · modifier les données |
| Cuffies                         | 02245      | Aisne       | Cufficiens                    | 5,02             | 1 760 (2022)                      | 351                | modifier les données · modifier les données |
| Cugny                           | 02246      | Aisne       | Caviniens                     | 9,40             | 605 (2022)                        | 64                 | modifier les données · modifier les données |
| Cuirieux                        | 02248      | Aisne       | Cuiroliens                    | 6,46             | 154 (2022)                        | 24                 | modifier les données · modifier les données |
| Cuiry-Housse                    | 02249      | Aisne       | Cuiry-Houssiens               | 8,54             | 102 (2022)                        | 12                 | modifier les données · modifier les données |
| Cuiry-lès-Chaudardes            | 02250      | Aisne       | Cuiryens                      | 5,15             | 80 (2022)                         | 16                 | modifier les données · modifier les données |
| Cuissy-et-Geny                  | 02252      | Aisne       | Cuissyacois                   | 4,97             | 71 (2022)                         | 14                 | modifier les données · modifier les données |
| Cuisy-en-Almont                 | 02253      | Aisne       | Montécussiens                 | 9,17             | 358 (2022)                        | 39                 | modifier les données · modifier les données |
| Cutry                           | 02254      | Aisne       | Custériens                    | 4,79             | 126 (2022)                        | 26                 | modifier les données · modifier les données |
| Cys-la-Commune                  | 02255      | Aisne       | Gysiacois                     | 4,39             | 159 (2022)                        | 36                 | modifier les données · modifier les données |
| Dagny-Lambercy                  | 02256      | Aisne       | Dagnysiens                    | 10,04            | 125 (2022)                        | 12                 | modifier les données · modifier les données |
| Dallon                          | 02257      | Aisne       | Dallonois                     | 5,81             | 431 (2022)                        | 74                 | modifier les données · modifier les données |
| Dammard                         | 02258      | Aisne       | Dammardois                    | 7,96             | 375 (2022)                        | 47                 | modifier les données · modifier les données |
| Dampleux                        | 02259      | Aisne       | Damloupiens                   | 8,19             | 378 (2022)                        | 46                 | modifier les données · modifier les données |
| Dercy                           | 02261      | Aisne       | Derçois                       | 11,17            | 394 (2022)                        | 35                 | modifier les données · modifier les données |
| Deuillet                        | 02262      | Aisne       | Deuilletois                   | 3,76             | 202 (2022)                        | 54                 | modifier les données · modifier les données |
| Dhuizel                         | 02263      | Aisne       | Dhuizellois                   | 6,81             | 113 (2022)                        | 17                 | modifier les données · modifier les données |
| Dhuys et Morin-en-Brie          | 02458      | Aisne       |                               | 40,03            | 825 (2022)                        | 21                 | modifier les données · modifier les données |
| Dizy-le-Gros                    | 02264      | Aisne       | Dizois                        | 19,96            | 722 (2022)                        | 36                 | modifier les données · modifier les données |
| Dolignon                        | 02266      | Aisne       | Dolignonais                   | 3,38             | 35 (2022)                         | 10                 | modifier les données · modifier les données |
| Dommiers                        | 02267      | Aisne       | Dommariens                    | 7,24             | 306 (2022)                        | 42                 | modifier les données · modifier les données |
| Domptin                         | 02268      | Aisne       | Domptinois                    | 4,56             | 638 (2022)                        | 140                | modifier les données · modifier les données |
| Dorengt                         | 02269      | Aisne       | Dorengtois                    | 10,50            | 150 (2022)                        | 14                 | modifier les données · modifier les données |
| Douchy                          | 02270      | Aisne       | Douchyssois                   | 5,05             | 159 (2022)                        | 31                 | modifier les données · modifier les données |
| Dravegny                        | 02271      | Aisne       | Dravenyacois                  | 15,67            | 132 (2022)                        | 8,4                | modifier les données · modifier les données |
| Droizy                          | 02272      | Aisne       | Droizyacois                   | 5,42             | 75 (2022)                         | 14                 | modifier les données · modifier les données |
| Dury                            | 02273      | Aisne       | Duryens                       | 7,74             | 194 (2022)                        | 25                 | modifier les données · modifier les données |
| Ébouleau                        | 02274      | Aisne       | Ébouleausiens                 | 13,03            | 173 (2022)                        | 13                 | modifier les données · modifier les données |
| Effry                           | 02275      | Aisne       | Effryens                      | 2,77             | 313 (2022)                        | 113                | modifier les données · modifier les données |
| Englancourt                     | 02276      | Aisne       | Englancourtois                | 7,97             | 120 (2022)                        | 15                 | modifier les données · modifier les données |
| Épagny                          | 02277      | Aisne       | Épaniens                      | 11,00            | 339 (2022)                        | 31                 | modifier les données · modifier les données |
| Éparcy                          | 02278      | Aisne       | Éparcyacois                   | 7,52             | 34 (2022)                         | 4,5                | modifier les données · modifier les données |
| Épaux-Bézu                      | 02279      | Aisne       | Palusiens                     | 19,50            | 540 (2022)                        | 28                 | modifier les données · modifier les données |
| Épieds                          | 02280      | Aisne       | Épiedois                      | 18,66            | 411 (2022)                        | 22                 | modifier les données · modifier les données |
| Eppes                           | 02282      | Aisne       | Eppois                        | 7,71             | 438 (2022)                        | 57                 | modifier les données · modifier les données |
| Erlon                           | 02283      | Aisne       | Erlonais                      | 8,90             | 284 (2022)                        | 32                 | modifier les données · modifier les données |
| Erloy                           | 02284      | Aisne       | Erloysiens                    | 7,44             | 100 (2022)                        | 13                 | modifier les données · modifier les données |
| Esquéhéries                     | 02286      | Aisne       | Esquérisiens                  | 16,21            | 849 (2022)                        | 52                 | modifier les données · modifier les données |
| Essigny-le-Grand                | 02287      | Aisne       | Essignaquois                  | 13,38            | 1 063 (2022)                      | 79                 | modifier les données · modifier les données |
| Essigny-le-Petit                | 02288      | Aisne       | Essignyacois                  | 4,53             | 351 (2022)                        | 77                 | modifier les données · modifier les données |
| Essises                         | 02289      | Aisne       | Essisois                      | 7,31             | 412 (2022)                        | 56                 | modifier les données · modifier les données |
| Essômes-sur-Marne               | 02290      | Aisne       | Essomois                      | 28,55            | 2 698 (2022)                      | 95                 | modifier les données · modifier les données |
| Estrées                         | 02291      | Aisne       | Estrésiens                    | 7,04             | 408 (2022)                        | 58                 | modifier les données · modifier les données |
| Étampes-sur-Marne               | 02292      | Aisne       | Étampois                      | 2,24             | 1 331 (2022)                      | 594                | modifier les données · modifier les données |
| Étaves-et-Bocquiaux             | 02293      | Aisne       | Étavois                       | 13,68            | 546 (2022)                        | 40                 | modifier les données · modifier les données |
| Étouvelles                      | 02294      | Aisne       | Étouvellois                   | 2,38             | 207 (2022)                        | 87                 | modifier les données · modifier les données |
| Étréaupont                      | 02295      | Aisne       | Étréaupontois                 | 17,59            | 845 (2022)                        | 48                 | modifier les données · modifier les données |
| Étreillers                      | 02296      | Aisne       | Étreillois                    | 8,69             | 1 176 (2022)                      | 135                | modifier les données · modifier les données |
| Étrépilly                       | 02297      | Aisne       | Étreillérois ou Étreillois    | 5,13             | 125 (2022)                        | 24                 | modifier les données · modifier les données |
| Étreux                          | 02298      | Aisne       | Étreusiens                    | 10,36            | 1 455 (2022)                      | 140                | modifier les données · modifier les données |
| Évergnicourt                    | 02299      | Aisne       | Évergnicourtois               | 9,15             | 526 (2022)                        | 57                 | modifier les données · modifier les données |
| Faverolles                      | 02302      | Aisne       | Faverollais                   | 13,79            | 351 (2022)                        | 25                 | modifier les données · modifier les données |
| Fayet                           | 02303      | Aisne       | Fayetois                      | 5,86             | 711 (2022)                        | 121                | modifier les données · modifier les données |
| Fère-en-Tardenois               | 02305      | Aisne       | Férois                        | 20,40            | 2 881 (2022)                      | 141                | modifier les données · modifier les données |
| Fesmy-le-Sart                   | 02308      | Aisne       | Fesmysiens                    | 16,06            | 516 (2022)                        | 32                 | modifier les données · modifier les données |
| Festieux                        | 02309      | Aisne       | Festéoliens                   | 6,67             | 707 (2022)                        | 106                | modifier les données · modifier les données |
| Fieulaine                       | 02310      | Aisne       | Fieulainois                   | 7,74             | 249 (2022)                        | 32                 | modifier les données · modifier les données |
| Flavigny-le-Grand-et-Beaurain   | 02313      | Aisne       | Flavignyacois et Beaurinois   | 13,63            | 438 (2022)                        | 32                 | modifier les données · modifier les données |
| Flavy-le-Martel                 | 02315      | Aisne       | Flaviens                      | 12,83            | 1 698 (2022)                      | 132                | modifier les données · modifier les données |
| Fleury                          | 02316      | Aisne       | Fleuryacois                   | 6,51             | 126 (2022)                        | 19                 | modifier les données · modifier les données |
| Fluquières                      | 02317      | Aisne       | Fluquièrois                   | 5,24             | 198 (2022)                        | 38                 | modifier les données · modifier les données |
| Folembray                       | 02318      | Aisne       | Folembraysiens                | 8,85             | 1 362 (2022)                      | 154                | modifier les données · modifier les données |
| Fonsomme                        | 02319      | Aisne       | Fonsommois                    | 9,60             | 517 (2022)                        | 54                 | modifier les données · modifier les données |
| Fontaine-lès-Clercs             | 02320      | Aisne       | Fontainois ou Clerfontains    | 5,33             | 230 (2022)                        | 43                 | modifier les données · modifier les données |
| Fontaine-lès-Vervins            | 02321      | Aisne       | Fontainois                    | 19,74            | 866 (2022)                        | 44                 | modifier les données · modifier les données |
| Fontaine-Notre-Dame             | 02322      | Aisne       | Fontenois                     | 11,90            | 379 (2022)                        | 32                 | modifier les données · modifier les données |
| Fontaine-Uterte                 | 02323      | Aisne       | Fontainois                    | 5,77             | 135 (2022)                        | 23                 | modifier les données · modifier les données |
| Fontenelle                      | 02324      | Aisne       | Fontenellois                  | 10,47            | 289 (2022)                        | 28                 | modifier les données · modifier les données |
| Fontenoy                        | 02326      | Aisne       | Putifontains                  | 9,03             | 470 (2022)                        | 52                 | modifier les données · modifier les données |
| Foreste                         | 02327      | Aisne       | Forestois                     | 4,94             | 164 (2022)                        | 33                 | modifier les données · modifier les données |
| Fossoy                          | 02328      | Aisne       | Fossoyens                     | 7,18             | 524 (2022)                        | 73                 | modifier les données · modifier les données |
| Fourdrain                       | 02329      | Aisne       | Fourdrinois                   | 9,45             | 414 (2022)                        | 44                 | modifier les données · modifier les données |
| Francilly-Selency               | 02330      | Aisne       | Francillois                   | 5,43             | 512 (2022)                        | 94                 | modifier les données · modifier les données |
| Franqueville                    | 02331      | Aisne       | Franquevillais                | 3,04             | 107 (2022)                        | 35                 | modifier les données · modifier les données |
| Fresnes-en-Tardenois            | 02332      | Aisne       | Fresnois                      | 8,84             | 278 (2022)                        | 31                 | modifier les données · modifier les données |
| Fresnes-sous-Coucy              | 02333      | Aisne       | Fresnois                      | 7,30             | 160 (2022)                        | 22                 | modifier les données · modifier les données |
| Fresnoy-le-Grand                | 02334      | Aisne       | Fresnoysiens                  | 15,07            | 2 915 (2022)                      | 193                | modifier les données · modifier les données |
| Fressancourt                    | 02335      | Aisne       | Fressancourtois               | 2,51             | 171 (2022)                        | 68                 | modifier les données · modifier les données |
| Frières-Faillouël               | 02336      | Aisne       | Frièrois                      | 15,26            | 976 (2022)                        | 64                 | modifier les données · modifier les données |
| Froidestrées                    | 02337      | Aisne       | Froidestréens                 | 4,91             | 194 (2022)                        | 40                 | modifier les données · modifier les données |
| Froidmont-Cohartille            | 02338      | Aisne       | Froidmontois                  | 8,81             | 246 (2022)                        | 28                 | modifier les données · modifier les données |
| Gandelu                         | 02339      | Aisne       | Gandelusiens                  | 10,03            | 691 (2022)                        | 69                 | modifier les données · modifier les données |
| Gercy                           | 02341      | Aisne       | Gercyens                      | 6,33             | 258 (2022)                        | 41                 | modifier les données · modifier les données |
| Gergny                          | 02342      | Aisne       | Gerniacois                    | 5,86             | 131 (2022)                        | 22                 | modifier les données · modifier les données |
| Germaine                        | 02343      | Aisne       | Germinois                     | 4,54             | 84 (2022)                         | 19                 | modifier les données · modifier les données |
| Gibercourt                      | 02345      | Aisne       | Gibercourtois                 | 2,69             | 37 (2022)                         | 14                 | modifier les données · modifier les données |
| Gizy                            | 02346      | Aisne       | Gizyciens                     | 10,25            | 634 (2022)                        | 62                 | modifier les données · modifier les données |
| Gland                           | 02347      | Aisne       | Glandinois                    | 5,65             | 429 (2022)                        | 76                 | modifier les données · modifier les données |
| Goudelancourt-lès-Berrieux      | 02349      | Aisne       | Goudelancourtois              | 5,54             | 62 (2022)                         | 11                 | modifier les données · modifier les données |
| Goudelancourt-lès-Pierrepont    | 02350      | Aisne       | Goudelancourtois              | 8,73             | 141 (2022)                        | 16                 | modifier les données · modifier les données |
| Goussancourt                    | 02351      | Aisne       | Goussancourtois               | 8,43             | 117 (2022)                        | 14                 | modifier les données · modifier les données |
| Gouy                            | 02352      | Aisne       | Gauvassiens                   | 17,60            | 570 (2022)                        | 32                 | modifier les données · modifier les données |
| Grandlup-et-Fay                 | 02353      | Aisne       | Grandlupois                   | 20,30            | 271 (2022)                        | 13                 | modifier les données · modifier les données |
| Grand-Rozoy                     | 02665      | Aisne       | Grand-Rozoyens                | 12,45            | 299 (2022)                        | 24                 | modifier les données · modifier les données |
| Grand-Verly                     | 02783      | Aisne       | Verlyssiens                   | 3,80             | 134 (2022)                        | 35                 | modifier les données · modifier les données |
| Gricourt                        | 02355      | Aisne       | Gricourtois                   | 9,92             | 1 000 (2022)                      | 101                | modifier les données · modifier les données |
| Grisolles                       | 02356      | Aisne       | Grisollais                    | 10,63            | 230 (2022)                        | 22                 | modifier les données · modifier les données |
| Gronard                         | 02357      | Aisne       | Gronardois                    | 7,10             | 61 (2022)                         | 8,6                | modifier les données · modifier les données |
| Grougis                         | 02358      | Aisne       | Grougissiens                  | 11,26            | 310 (2022)                        | 28                 | modifier les données · modifier les données |
| Grugies                         | 02359      | Aisne       | Grugeois                      | 5,08             | 1 248 (2022)                      | 246                | modifier les données · modifier les données |
| Guise                           | 02361      | Aisne       | Guisards                      | 16,13            | 4 510 (2022)                      | 280                | modifier les données · modifier les données |
| Guivry                          | 02362      | Aisne       | Guivryacois                   | 7,15             | 239 (2022)                        | 33                 | modifier les données · modifier les données |
| Guny                            | 02363      | Aisne       | Gunyacois                     | 9,32             | 363 (2022)                        | 39                 | modifier les données · modifier les données |
| Guyencourt                      | 02364      | Aisne       | Guyencourtois                 | 4,20             | 246 (2022)                        | 59                 | modifier les données · modifier les données |
| Hannapes                        | 02366      | Aisne       | Hannapois                     | 9,16             | 327 (2022)                        | 36                 | modifier les données · modifier les données |
| Hannappes                       | 08208      | Ardennes    | Hannappiens                   | 8,45             | 134 (2022)                        | 16                 | modifier les données · modifier les données |
| Happencourt                     | 02367      | Aisne       | Happencourtois                | 5,18             | 176 (2022)                        | 34                 | modifier les données · modifier les données |
| Haramont                        | 02368      | Aisne       | Haramontois                   | 12,24            | 558 (2022)                        | 46                 | modifier les données · modifier les données |
| Harcigny                        | 02369      | Aisne       | Harcignois                    | 7,57             | 243 (2022)                        | 32                 | modifier les données · modifier les données |
| Hargicourt                      | 02370      | Aisne       | Hargicourtois                 | 8,12             | 551 (2022)                        | 68                 | modifier les données · modifier les données |
| Harly                           | 02371      | Aisne       | Harlysiens                    | 3,76             | 1 563 (2022)                      | 416                | modifier les données · modifier les données |
| Hartennes-et-Taux               | 02372      | Aisne       | Hartennois                    | 6,31             | 341 (2022)                        | 54                 | modifier les données · modifier les données |
| Hary                            | 02373      | Aisne       | Haryacois                     | 11,04            | 196 (2022)                        | 18                 | modifier les données · modifier les données |
| Hautevesnes                     | 02375      | Aisne       | Hautevesnois                  | 7,29             | 162 (2022)                        | 22                 | modifier les données · modifier les données |
| Hauteville                      | 02376      | Aisne       | Hautevillois                  | 7,10             | 184 (2022)                        | 26                 | modifier les données · modifier les données |
| Haution                         | 02377      | Aisne       | Hautionnais                   | 9,34             | 130 (2022)                        | 14                 | modifier les données · modifier les données |
| Hinacourt                       | 02380      | Aisne       | Hinacourtois                  | 3,09             | 28 (2022)                         | 9,1                | modifier les données · modifier les données |
| Hirson                          | 02381      | Aisne       | Hirsonnais                    | 33,77            | 8 565 (2022)                      | 254                | modifier les données · modifier les données |
| Holnon                          | 02382      | Aisne       | Holnonais                     | 6,37             | 1 350 (2022)                      | 212                | modifier les données · modifier les données |
| Homblières                      | 02383      | Aisne       | Hombliérois                   | 14,29            | 1 425 (2022)                      | 100                | modifier les données · modifier les données |
| Houry                           | 02384      | Aisne       | Houricois                     | 3,48             | 58 (2022)                         | 17                 | modifier les données · modifier les données |
| Housset                         | 02385      | Aisne       | Houssetois                    | 13,20            | 169 (2022)                        | 13                 | modifier les données · modifier les données |
| Iron                            | 02386      | Aisne       | Ironnais                      | 9,51             | 219 (2022)                        | 23                 | modifier les données · modifier les données |
| Itancourt                       | 02387      | Aisne       | Itancourtois                  | 7,11             | 999 (2022)                        | 141                | modifier les données · modifier les données |
| Iviers                          | 02388      | Aisne       | Iviérois                      | 7,45             | 219 (2022)                        | 29                 | modifier les données · modifier les données |
| Jaulgonne                       | 02389      | Aisne       | Jaulgonnais                   | 1,78             | 669 (2022)                        | 376                | modifier les données · modifier les données |
| Jeancourt                       | 02390      | Aisne       | Jeancourtois                  | 5,82             | 253 (2022)                        | 43                 | modifier les données · modifier les données |
| Jeantes                         | 02391      | Aisne       | Jeantais                      | 15,61            | 224 (2022)                        | 14                 | modifier les données · modifier les données |
| Joncourt                        | 02392      | Aisne       | Joncourtois                   | 7,25             | 326 (2022)                        | 45                 | modifier les données · modifier les données |
| Jouaignes                       | 02393      | Aisne       |                               | 7,84             | 139 (2022)                        | 18                 | modifier les données · modifier les données |
| Jumencourt                      | 02395      | Aisne       | Jumencourtois                 | 6,20             | 126 (2022)                        | 20                 | modifier les données · modifier les données |
| Jumigny                         | 02396      | Aisne       | Jumignyacois                  | 2,49             | 62 (2022)                         | 25                 | modifier les données · modifier les données |
| Jussy                           | 02397      | Aisne       | Jussiens                      | 13,37            | 1 186 (2022)                      | 89                 | modifier les données · modifier les données |
| Juvigny                         | 02398      | Aisne       | Juvigniens                    | 13,85            | 286 (2022)                        | 21                 | modifier les données · modifier les données |
| Juvincourt-et-Damary            | 02399      | Aisne       | Juvincourtois                 | 29,82            | 608 (2022)                        | 20                 | modifier les données · modifier les données |
| La Bouteille                    | 02109      | Aisne       | Bouteillois                   | 19,00            | 468 (2022)                        | 25                 | modifier les données · modifier les données |
| La Capelle                      | 02141      | Aisne       | Capellois                     | 12,26            | 1 757 (2022)                      | 143                | modifier les données · modifier les données |
| La Chapelle-sur-Chézy           | 02162      | Aisne       | Chapellois                    | 7,90             | 299 (2022)                        | 38                 | modifier les données · modifier les données |
| La Croix-sur-Ourcq              | 02241      | Aisne       | Croisiens                     | 10,45            | 89 (2022)                         | 8,5                | modifier les données · modifier les données |
| La Fère                         | 02304      | Aisne       | Laférois                      | 6,73             | 2 860 (2022)                      | 425                | modifier les données · modifier les données |
| La Ferté-Chevresis              | 02306      | Aisne       | Fertois                       | 23,92            | 521 (2022)                        | 22                 | modifier les données · modifier les données |
| La Ferté-Milon                  | 02307      | Aisne       | Milonais                      | 18,35            | 2 040 (2022)                      | 111                | modifier les données · modifier les données |
| Laffaux                         | 02400      | Aisne       | Laffausiens                   | 6,76             | 154 (2022)                        | 23                 | modifier les données · modifier les données |
| La Flamengrie                   | 02312      | Aisne       | Flamengrois                   | 26,43            | 1 098 (2022)                      | 42                 | modifier les données · modifier les données |
| La Hérie                        | 02378      | Aisne       | Hériens                       | 4,22             | 121 (2022)                        | 29                 | modifier les données · modifier les données |
| Laigny                          | 02401      | Aisne       | Laigniens                     | 10,83            | 184 (2022)                        | 17                 | modifier les données · modifier les données |
| La Malmaison                    | 02454      | Aisne       | Malmaisonais                  | 25,61            | 403 (2022)                        | 16                 | modifier les données · modifier les données |
| Lanchy                          | 02402      | Aisne       | Lanchyacois                   | 3,69             | 38 (2022)                         | 10                 | modifier les données · modifier les données |
| Landifay-et-Bertaignemont       | 02403      | Aisne       | Flaconiers                    | 19,60            | 248 (2022)                        | 13                 | modifier les données · modifier les données |
| Landouzy-la-Cour                | 02404      | Aisne       | Landouziens                   | 10,12            | 168 (2022)                        | 17                 | modifier les données · modifier les données |
| Landouzy-la-Ville               | 02405      | Aisne       | Landouziens                   | 15,76            | 514 (2022)                        | 33                 | modifier les données · modifier les données |
| Landricourt                     | 02406      | Aisne       | Landricourtois                | 5,83             | 129 (2022)                        | 22                 | modifier les données · modifier les données |
| La Neuville-Bosmont             | 02545      | Aisne       | Neuvillois                    | 9,98             | 187 (2022)                        | 19                 | modifier les données · modifier les données |
| La Neuville-en-Beine            | 02546      | Aisne       | Neuvillois                    | 3,81             | 191 (2022)                        | 50                 | modifier les données · modifier les données |
| La Neuville-Housset             | 02547      | Aisne       | Neuvillois                    | 4,99             | 63 (2022)                         | 13                 | modifier les données · modifier les données |
| La Neuville-lès-Dorengt         | 02548      | Aisne       | Neuvillois                    | 10,88            | 391 (2022)                        | 36                 | modifier les données · modifier les données |
| Laniscourt                      | 02407      | Aisne       | Laniscourtois                 | 3,00             | 213 (2022)                        | 71                 | modifier les données · modifier les données |
| Lappion                         | 02409      | Aisne       | Lappionnais                   | 23,71            | 281 (2022)                        | 12                 | modifier les données · modifier les données |
| Largny-sur-Automne              | 02410      | Aisne       | Lerniens ou Largniens         | 9,53             | 240 (2022)                        | 25                 | modifier les données · modifier les données |
| La Selve                        | 02705      | Aisne       | Selvois                       | 4,77             | 198 (2022)                        | 42                 | modifier les données · modifier les données |
| Latilly                         | 02411      | Aisne       | Latillyacois                  | 9,32             | 199 (2022)                        | 21                 | modifier les données · modifier les données |
| Launoy                          | 02412      | Aisne       | Launoyens                     | 9,10             | 98 (2022)                         | 11                 | modifier les données · modifier les données |
| Laval-en-Laonnois               | 02413      | Aisne       | Lavalois                      | 4,51             | 248 (2022)                        | 55                 | modifier les données · modifier les données |
| La Vallée-au-Blé                | 02759      | Aisne       | Vallibladiens                 | 5,17             | 358 (2022)                        | 69                 | modifier les données · modifier les données |
| La Vallée-Mulâtre               | 02760      | Aisne       | Valmuletiers                  | 5,28             | 147 (2022)                        | 28                 | modifier les données · modifier les données |
| Lavaqueresse                    | 02414      | Aisne       | Lavaqueressois                | 4,44             | 202 (2022)                        | 45                 | modifier les données · modifier les données |
| Laversine                       | 02415      | Aisne       | Laversinois                   | 7,22             | 156 (2022)                        | 22                 | modifier les données · modifier les données |
| La Ville-aux-Bois-lès-Dizy      | 02802      | Aisne       | Villeboisiens                 | 10,22            | 203 (2022)                        | 20                 | modifier les données · modifier les données |
| La Ville-aux-Bois-lès-Pontavert | 02803      | Aisne       | Villeboisiens                 | 8,32             | 148 (2022)                        | 18                 | modifier les données · modifier les données |
| Le Catelet                      | 02143      | Aisne       | Catelésiens                   | 0,41             | 185 (2022)                        | 451                | modifier les données · modifier les données |
| Le Charmel                      | 02164      | Aisne       | Charmellois                   | 9,83             | 324 (2022)                        | 33                 | modifier les données · modifier les données |
| Lehaucourt                      | 02374      | Aisne       | Eguillais                     | 9,37             | 832 (2022)                        | 89                 | modifier les données · modifier les données |
| Le Hérie-la-Viéville            | 02379      | Aisne       | Lehériens                     | 9,27             | 194 (2022)                        | 21                 | modifier les données · modifier les données |
| Lemé                            | 02416      | Aisne       | Elmérois                      | 11,36            | 412 (2022)                        | 36                 | modifier les données · modifier les données |
| Le Nouvion-en-Thiérache         | 02558      | Aisne       | Nouvionnais                   | 48,42            | 2 479 (2022)                      | 51                 | modifier les données · modifier les données |
| L'Épine-aux-Bois                | 02281      | Aisne       | Spinaltiens                   | 12,37            | 245 (2022)                        | 20                 | modifier les données · modifier les données |
| Le Plessier-Huleu               | 02606      | Aisne       | Plessiériens                  | 5,20             | 85 (2022)                         | 16                 | modifier les données · modifier les données |
| Lerzy                           | 02418      | Aisne       | Lerzyens                      | 11,54            | 224 (2022)                        | 19                 | modifier les données · modifier les données |
| Leschelle                       | 02419      | Aisne       | Leschellois                   | 14,69            | 269 (2022)                        | 18                 | modifier les données · modifier les données |
| Lesdins                         | 02420      | Aisne       | Lesdinois                     | 10,63            | 808 (2022)                        | 76                 | modifier les données · modifier les données |
| Lesges                          | 02421      | Aisne       | Lesgeois                      | 6,65             | 84 (2022)                         | 13                 | modifier les données · modifier les données |
| Le Sourd                        | 02731      | Aisne       | Sourdois                      | 7,36             | 166 (2022)                        | 23                 | modifier les données · modifier les données |
| Lesquielles-Saint-Germain       | 02422      | Aisne       | Lesquiellois                  | 16,21            | 776 (2022)                        | 48                 | modifier les données · modifier les données |
| Les Septvallons                 | 02439      | Aisne       |                               | 38,14            | 1 234 (2022)                      | 32                 | modifier les données · modifier les données |
| Le Thuel                        | 02743      | Aisne       | Thuellois                     | 7,06             | 155 (2022)                        | 22                 | modifier les données · modifier les données |
| Leuilly-sous-Coucy              | 02423      | Aisne       | Leuillois                     | 12,69            | 445 (2022)                        | 35                 | modifier les données · modifier les données |
| Leury                           | 02424      | Aisne       | Leuryacois                    | 3,69             | 102 (2022)                        | 28                 | modifier les données · modifier les données |
| Leuze                           | 02425      | Aisne       | Leuzois                       | 10,19            | 187 (2022)                        | 18                 | modifier les données · modifier les données |
| Levergies                       | 02426      | Aisne       | Levergeois                    | 7,67             | 541 (2022)                        | 71                 | modifier les données · modifier les données |
| Le Verguier                     | 02782      | Aisne       | Virgultois                    | 4,28             | 215 (2022)                        | 50                 | modifier les données · modifier les données |
| Lhuys                           | 02427      | Aisne       | Lhuysiens                     | 4,95             | 139 (2022)                        | 28                 | modifier les données · modifier les données |
| Licy-Clignon                    | 02428      | Aisne       | Licyacois                     | 4,09             | 70 (2022)                         | 17                 | modifier les données · modifier les données |
| Lierval                         | 02429      | Aisne       | Liervalois                    | 3,77             | 120 (2022)                        | 32                 | modifier les données · modifier les données |
| Liesse-Notre-Dame               | 02430      | Aisne       | Liessois                      | 9,96             | 1 265 (2022)                      | 127                | modifier les données · modifier les données |
| Liez                            | 02431      | Aisne       | Liézois                       | 5,45             | 383 (2022)                        | 70                 | modifier les données · modifier les données |
| Limé                            | 02432      | Aisne       | Liméens                       | 5,55             | 191 (2022)                        | 34                 | modifier les données · modifier les données |
| Lislet                          | 02433      | Aisne       | Lisletois                     | 8,20             | 218 (2022)                        | 27                 | modifier les données · modifier les données |
| Logny-lès-Aubenton              | 02435      | Aisne       | Lognynais                     | 8,15             | 83 (2022)                         | 10                 | modifier les données · modifier les données |
| Longpont                        | 02438      | Aisne       | Longipontains                 | 10,94            | 237 (2022)                        | 22                 | modifier les données · modifier les données |
| Lor                             | 02440      | Aisne       | Loriots                       | 8,87             | 139 (2022)                        | 16                 | modifier les données · modifier les données |
| Louâtre                         | 02441      | Aisne       | Louâtrais                     | 11,02            | 189 (2022)                        | 17                 | modifier les données · modifier les données |
| Loupeigne                       | 02442      | Aisne       | Loupeignois                   | 7,30             | 87 (2022)                         | 12                 | modifier les données · modifier les données |
| Lucy-le-Bocage                  | 02443      | Aisne       | Berlots                       | 7,75             | 212 (2022)                        | 27                 | modifier les données · modifier les données |
| Lugny                           | 02444      | Aisne       | Lugnisois                     | 4,77             | 118 (2022)                        | 25                 | modifier les données · modifier les données |
| Luzoir                          | 02445      | Aisne       | Luzoiriens                    | 10,99            | 267 (2022)                        | 24                 | modifier les données · modifier les données |
| Ly-Fontaine                     | 02446      | Aisne       | Ly-Fontains ou Linifontains   | 3,47             | 118 (2022)                        | 34                 | modifier les données · modifier les données |
| Maast-et-Violaine               | 02447      | Aisne       | Maastois                      | 10,96            | 133 (2022)                        | 12                 | modifier les données · modifier les données |
| Mâchecourt                      | 02448      | Aisne       | Mâchecourtois                 | 10,08            | 109 (2022)                        | 11                 | modifier les données · modifier les données |
| Macogny                         | 02449      | Aisne       | Macognyacois                  | 6,17             | 61 (2022)                         | 9,9                | modifier les données · modifier les données |
| Macquigny                       | 02450      | Aisne       | Macquignyquois                | 20,18            | 356 (2022)                        | 18                 | modifier les données · modifier les données |
| Magny-la-Fosse                  | 02451      | Aisne       | Magnyfossiens                 | 3,63             | 122 (2022)                        | 34                 | modifier les données · modifier les données |
| Maissemy                        | 02452      | Aisne       | Maissemiacois                 | 8,17             | 233 (2022)                        | 29                 | modifier les données · modifier les données |
| Maizy                           | 02453      | Aisne       | Maziacais                     | 7,09             | 398 (2022)                        | 56                 | modifier les données · modifier les données |
| Malzy                           | 02455      | Aisne       | Malziens                      | 10,30            | 181 (2022)                        | 18                 | modifier les données · modifier les données |
| Manicamp                        | 02456      | Aisne       | Manicampois                   | 10,24            | 306 (2022)                        | 30                 | modifier les données · modifier les données |
| Marchais                        | 02457      | Aisne       | Marchaisiens                  | 15,30            | 391 (2022)                        | 26                 | modifier les données · modifier les données |
| Marcy                           | 02459      | Aisne       | Marcillansois                 | 7,30             | 152 (2022)                        | 21                 | modifier les données · modifier les données |
| Marcy-sous-Marle                | 02460      | Aisne       | Marçois                       | 4,39             | 204 (2022)                        | 46                 | modifier les données · modifier les données |
| Marest-Dampcourt                | 02461      | Aisne       | Marestois et Dampcourtois     | 8,35             | 342 (2022)                        | 41                 | modifier les données · modifier les données |
| Mareuil-en-Dôle                 | 02462      | Aisne       | Mareuillois                   | 8,81             | 223 (2022)                        | 25                 | modifier les données · modifier les données |
| Marfontaine                     | 02463      | Aisne       | Marfontainois                 | 9,21             | 82 (2022)                         | 8,9                | modifier les données · modifier les données |
| Margival                        | 02464      | Aisne       | Margivalois                   | 5,47             | 369 (2022)                        | 67                 | modifier les données · modifier les données |
| Marigny-en-Orxois               | 02465      | Aisne       | Marignyens                    | 15,56            | 527 (2022)                        | 34                 | modifier les données · modifier les données |
| Marizy-Sainte-Geneviève         | 02466      | Aisne       | Marizyacois                   | 7,71             | 127 (2022)                        | 16                 | modifier les données · modifier les données |
| Marizy-Saint-Mard               | 02467      | Aisne       | Marizyacois                   | 4,54             | 49 (2022)                         | 11                 | modifier les données · modifier les données |
| Marle                           | 02468      | Aisne       | Marlois                       | 13,79            | 2 224 (2022)                      | 161                | modifier les données · modifier les données |
| Marly-Gomont                    | 02469      | Aisne       | Marlysiens                    | 12,91            | 484 (2022)                        | 37                 | modifier les données · modifier les données |
| Marolles                        | 60385      | Oise        |                               | 13,22            | 646 (2022)                        | 49                 | modifier les données · modifier les données |
| Martigny                        | 02470      | Aisne       | Martignyais                   | 16,96            | 421 (2022)                        | 25                 | modifier les données · modifier les données |
| Martigny-Courpierre             | 02471      | Aisne       | Martignyacois                 | 4,46             | 135 (2022)                        | 30                 | modifier les données · modifier les données |
| Mauregny-en-Haye                | 02472      | Aisne       | Mauregnyciens                 | 10,46            | 403 (2022)                        | 39                 | modifier les données · modifier les données |
| Mayot                           | 02473      | Aisne       | Mayotains                     | 3,42             | 213 (2022)                        | 62                 | modifier les données · modifier les données |
| Mennessis                       | 02474      | Aisne       | Mennessiens                   | 5,23             | 407 (2022)                        | 78                 | modifier les données · modifier les données |
| Mennevret                       | 02476      | Aisne       | Mennevréziens                 | 11,89            | 654 (2022)                        | 55                 | modifier les données · modifier les données |
| Mercin-et-Vaux                  | 02477      | Aisne       | Mercinois                     | 7,77             | 945 (2022)                        | 122                | modifier les données · modifier les données |
| Merlieux-et-Fouquerolles        | 02478      | Aisne       | Mérilociens                   | 5,77             | 255 (2022)                        | 44                 | modifier les données · modifier les données |
| Mesbrecourt-Richecourt          | 02480      | Aisne       | Mesbrecourtois                | 8,98             | 318 (2022)                        | 35                 | modifier les données · modifier les données |
| Mesnil-Saint-Laurent            | 02481      | Aisne       | Mesnillois                    | 5,45             | 450 (2022)                        | 83                 | modifier les données · modifier les données |
| Meurival                        | 02482      | Aisne       | Meurivalois                   | 2,89             | 58 (2022)                         | 20                 | modifier les données · modifier les données |
| Mézières-sur-Oise               | 02483      | Aisne       | Macériens                     | 9,59             | 508 (2022)                        | 53                 | modifier les données · modifier les données |
| Mézy-Moulins                    | 02484      | Aisne       |                               | 4,48             | 551 (2022)                        | 123                | modifier les données · modifier les données |
| Missy-aux-Bois                  | 02485      | Aisne       | Missyacois                    | 3,04             | 98 (2022)                         | 32                 | modifier les données · modifier les données |
| Missy-lès-Pierrepont            | 02486      | Aisne       | Missyacois                    | 6,60             | 106 (2022)                        | 16                 | modifier les données · modifier les données |
| Missy-sur-Aisne                 | 02487      | Aisne       | Axo-Missiens                  | 3,25             | 628 (2022)                        | 193                | modifier les données · modifier les données |
| Molain                          | 02488      | Aisne       | Molainois                     | 1,81             | 160 (2022)                        | 88                 | modifier les données · modifier les données |
| Molinchart                      | 02489      | Aisne       | Molinchartois                 | 4,47             | 355 (2022)                        | 79                 | modifier les données · modifier les données |
| Monampteuil                     | 02490      | Aisne       | Monamptois                    | 5,86             | 123 (2022)                        | 21                 | modifier les données · modifier les données |
| Monceau-le-Neuf-et-Faucouzy     | 02491      | Aisne       | Moncellois                    | 19,72            | 321 (2022)                        | 16                 | modifier les données · modifier les données |
| Monceau-lès-Leups               | 02492      | Aisne       | Lupimoncelliens               | 13,30            | 434 (2022)                        | 33                 | modifier les données · modifier les données |
| Monceau-le-Waast                | 02493      | Aisne       | Moncellois                    | 5,41             | 216 (2022)                        | 40                 | modifier les données · modifier les données |
| Monceau-sur-Oise                | 02494      | Aisne       | Moncellois                    | 5,86             | 130 (2022)                        | 22                 | modifier les données · modifier les données |
| Mondrepuis                      | 02495      | Aisne       | Mondrepuisiens                | 20,33            | 1 033 (2022)                      | 51                 | modifier les données · modifier les données |
| Monnes                          | 02496      | Aisne       | Monnois                       | 4,92             | 94 (2022)                         | 19                 | modifier les données · modifier les données |
| Mons-en-Laonnois                | 02497      | Aisne       | Montois                       | 4,10             | 1 148 (2022)                      | 280                | modifier les données · modifier les données |
| Montaigu                        | 02498      | Aisne       | Montacutains                  | 23,51            | 766 (2022)                        | 33                 | modifier les données · modifier les données |
| Montbavin                       | 02499      | Aisne       | Montbavinois                  | 5,44             | 40 (2022)                         | 7,4                | modifier les données · modifier les données |
| Montbrehain                     | 02500      | Aisne       | Montbrehainois                | 9,90             | 813 (2022)                        | 82                 | modifier les données · modifier les données |
| Montchâlons                     | 02501      | Aisne       | Montchâlonais                 | 6,76             | 74 (2022)                         | 11                 | modifier les données · modifier les données |
| Montcornet                      | 02502      | Aisne       | Montcornetois                 | 5,74             | 1 224 (2022)                      | 213                | modifier les données · modifier les données |
| Mont-d'Origny                   | 02503      | Aisne       | Orignyquois                   | 13,52            | 832 (2022)                        | 62                 | modifier les données · modifier les données |
| Montescourt-Lizerolles          | 02504      | Aisne       | Montescourtois                | 6,29             | 1 619 (2022)                      | 257                | modifier les données · modifier les données |
| Montfaucon                      | 02505      | Aisne       | Montfauconnais                | 15,36            | 208 (2022)                        | 14                 | modifier les données · modifier les données |
| Montgobert                      | 02506      | Aisne       | Montgobertois                 | 11,18            | 202 (2022)                        | 18                 | modifier les données · modifier les données |
| Montgru-Saint-Hilaire           | 02507      | Aisne       | Montgruains                   | 3,24             | 30 (2022)                         | 9,3                | modifier les données · modifier les données |
| Monthenault                     | 02508      | Aisne       | Monthenaultois                | 2,94             | 145 (2022)                        | 49                 | modifier les données · modifier les données |
| Monthiers                       | 02509      | Aisne       | Monthiérois                   | 7,37             | 155 (2022)                        | 21                 | modifier les données · modifier les données |
| Monthurel                       | 02510      | Aisne       | Monthurellois                 | 3,86             | 137 (2022)                        | 35                 | modifier les données · modifier les données |
| Montigny-en-Arrouaise           | 02511      | Aisne       | Montignyaquois                | 9,77             | 317 (2022)                        | 32                 | modifier les données · modifier les données |
| Montigny-l'Allier               | 02512      | Aisne       |                               | 10,14            | 271 (2022)                        | 27                 | modifier les données · modifier les données |
| Montigny-le-Franc               | 02513      | Aisne       | Monants                       | 9,90             | 138 (2022)                        | 14                 | modifier les données · modifier les données |
| Montigny-Lengrain               | 02514      | Aisne       | Ignymontains                  | 11,38            | 684 (2022)                        | 60                 | modifier les données · modifier les données |
| Montigny-lès-Condé              | 02515      | Aisne       | Montigniens ou Ignymontains   | 4,77             | 50 (2022)                         | 10                 | modifier les données · modifier les données |
| Montigny-sous-Marle             | 02516      | Aisne       | Montigniacois ou Montigniens  | 7,33             | 70 (2022)                         | 9,5                | modifier les données · modifier les données |
| Montigny-sur-Crécy              | 02517      | Aisne       | Montignais                    | 8,53             | 299 (2022)                        | 35                 | modifier les données · modifier les données |
| Montlevon                       | 02518      | Aisne       | Montlevoniciens               | 22,65            | 289 (2022)                        | 13                 | modifier les données · modifier les données |
| Montloué                        | 02519      | Aisne       | Montlouésiens                 | 15,58            | 193 (2022)                        | 12                 | modifier les données · modifier les données |
| Mont-Notre-Dame                 | 02520      | Aisne       | Mont-Nostradamiens            | 9,96             | 742 (2022)                        | 74                 | modifier les données · modifier les données |
| Montreuil-aux-Lions             | 02521      | Aisne       | Montreuillois                 | 12,99            | 1 328 (2022)                      | 102                | modifier les données · modifier les données |
| Mont-Saint-Martin               | 02523      | Aisne       | Saint-Martinois               | 5,81             | 70 (2022)                         | 12                 | modifier les données · modifier les données |
| Mont-Saint-Père                 | 02524      | Aisne       | Montépierrins                 | 10,69            | 689 (2022)                        | 64                 | modifier les données · modifier les données |
| Morcourt                        | 02525      | Aisne       | Morcourtois                   | 6,07             | 545 (2022)                        | 90                 | modifier les données · modifier les données |
| Morsain                         | 02527      | Aisne       | Morsainois                    | 14,34            | 467 (2022)                        | 33                 | modifier les données · modifier les données |
| Mortefontaine                   | 02528      | Aisne       | Mortefontainois               | 11,90            | 215 (2022)                        | 18                 | modifier les données · modifier les données |
| Mortiers                        | 02529      | Aisne       | Mortiesains                   | 6,39             | 184 (2022)                        | 29                 | modifier les données · modifier les données |
| Moulins                         | 02530      | Aisne       | Moulinois                     | 1,60             | 77 (2022)                         | 48                 | modifier les données · modifier les données |
| Moulin-sous-Touvent             | 60438      | Oise        |                               | 18,14            | 189 (2022)                        | 10                 | modifier les données · modifier les données |
| Moussy-Verneuil                 | 02531      | Aisne       | Moussyacois                   | 6,43             | 139 (2022)                        | 22                 | modifier les données · modifier les données |
| Moÿ-de-l'Aisne                  | 02532      | Aisne       | Mouysiens ou Moyacois         | 6,26             | 986 (2022)                        | 158                | modifier les données · modifier les données |
| Muret-et-Crouttes               | 02533      | Aisne       | Muretains                     | 5,24             | 111 (2022)                        | 21                 | modifier les données · modifier les données |
| Muscourt                        | 02534      | Aisne       | Muscourtois                   | 2,18             | 45 (2022)                         | 21                 | modifier les données · modifier les données |
| Nampcel                         | 60445      | Oise        | Nampcellois                   | 16,69            | 297 (2022)                        | 18                 | modifier les données · modifier les données |
| Nampcelles-la-Cour              | 02535      | Aisne       | Namcellois                    | 10,89            | 114 (2022)                        | 10                 | modifier les données · modifier les données |
| Nampteuil-sous-Muret            | 02536      | Aisne       | Namptoliens                   | 3,38             | 93 (2022)                         | 28                 | modifier les données · modifier les données |
| Nanteuil-la-Fosse               | 02537      | Aisne       | Nantoliens                    | 7,36             | 196 (2022)                        | 27                 | modifier les données · modifier les données |
| Nanteuil-Notre-Dame             | 02538      | Aisne       | Nanteuillois                  | 3,72             | 83 (2022)                         | 22                 | modifier les données · modifier les données |
| Nauroy                          | 02539      | Aisne       | Nauroisiens                   | 6,27             | 672 (2022)                        | 107                | modifier les données · modifier les données |
| Nesles-la-Montagne              | 02540      | Aisne       | Cahouts                       | 17,21            | 1 196 (2022)                      | 69                 | modifier les données · modifier les données |
| Neufchâtel-sur-Aisne            | 02541      | Aisne       | Neufchâtelois                 | 2,86             | 423 (2022)                        | 148                | modifier les données · modifier les données |
| Neuflieux                       | 02542      | Aisne       | Neuflieusiens                 | 1,90             | 78 (2022)                         | 41                 | modifier les données · modifier les données |
| Neuilly-Saint-Front             | 02543      | Aisne       | Frontonnais                   | 17,89            | 1 980 (2022)                      | 111                | modifier les données · modifier les données |
| Neuve-Maison                    | 02544      | Aisne       | Neuve-Maisonnais              | 8,42             | 607 (2022)                        | 72                 | modifier les données · modifier les données |
| Neuville-Saint-Amand            | 02549      | Aisne       | Neuvillois                    | 8,26             | 857 (2022)                        | 104                | modifier les données · modifier les données |
| Neuville-sur-Ailette            | 02550      | Aisne       | Neuvillois                    | 4,45             | 119 (2022)                        | 27                 | modifier les données · modifier les données |
| Neuville-sur-Margival           | 02551      | Aisne       | Neuvillois                    | 3,65             | 114 (2022)                        | 31                 | modifier les données · modifier les données |
| Neuvillette                     | 02552      | Aisne       | Neuvillettois                 | 6,44             | 180 (2022)                        | 28                 | modifier les données · modifier les données |
| Nizy-le-Comte                   | 02553      | Aisne       | Niziois                       | 31,53            | 232 (2022)                        | 7,4                | modifier les données · modifier les données |
| Nogentel                        | 02554      | Aisne       | Nogentellois                  | 6,93             | 1 106 (2022)                      | 160                | modifier les données · modifier les données |
| Nogent-l'Artaud                 | 02555      | Aisne       | Nogentais                     | 23,99            | 2 089 (2022)                      | 87                 | modifier les données · modifier les données |
| Noircourt                       | 02556      | Aisne       | Noircourtois                  | 5,45             | 69 (2022)                         | 13                 | modifier les données · modifier les données |
| Noroy-sur-Ourcq                 | 02557      | Aisne       | Noroisiens                    | 5,15             | 126 (2022)                        | 24                 | modifier les données · modifier les données |
| Nouvion-et-Catillon             | 02559      | Aisne       | Nouvionnais                   | 16,67            | 523 (2022)                        | 31                 | modifier les données · modifier les données |
| Nouvion-le-Comte                | 02560      | Aisne       | Nouvionnais                   | 7,98             | 241 (2022)                        | 30                 | modifier les données · modifier les données |
| Nouvion-le-Vineux               | 02561      | Aisne       | Nouvionnais                   | 3,53             | 143 (2022)                        | 41                 | modifier les données · modifier les données |
| Nouvron-Vingré                  | 02562      | Aisne       | Nouvronnais                   | 9,25             | 197 (2022)                        | 21                 | modifier les données · modifier les données |
| Noyales                         | 02563      | Aisne       | Noyalais                      | 7,18             | 142 (2022)                        | 20                 | modifier les données · modifier les données |
| Œuilly                          | 02565      | Aisne       | Uliacois                      | 2,86             | 295 (2022)                        | 103                | modifier les données · modifier les données |
| Ognes                           | 02566      | Aisne       | Ognois                        | 6,14             | 1 113 (2022)                      | 181                | modifier les données · modifier les données |
| Ohis                            | 02567      | Aisne       | Ohissois                      | 6,48             | 270 (2022)                        | 42                 | modifier les données · modifier les données |
| Oigny-en-Valois                 | 02568      | Aisne       | Ogniaciens                    | 11,88            | 175 (2022)                        | 15                 | modifier les données · modifier les données |
| Oisy                            | 02569      | Aisne       | Oiséens                       | 10,79            | 459 (2022)                        | 43                 | modifier les données · modifier les données |
| Ollezy                          | 02570      | Aisne       | Olleziens                     | 5,31             | 169 (2022)                        | 32                 | modifier les données · modifier les données |
| Omissy                          | 02571      | Aisne       | Ulmissiens                    | 7,09             | 679 (2022)                        | 96                 | modifier les données · modifier les données |
| Orainville                      | 02572      | Aisne       | Orainvillois                  | 8,69             | 496 (2022)                        | 57                 | modifier les données · modifier les données |
| Orgeval                         | 02573      | Aisne       | Orgevalais                    | 2,41             | 55 (2022)                         | 23                 | modifier les données · modifier les données |
| Origny-en-Thiérache             | 02574      | Aisne       | Auriniens                     | 16,48            | 1 354 (2022)                      | 82                 | modifier les données · modifier les données |
| Origny-Sainte-Benoite           | 02575      | Aisne       | Orignaquois                   | 23,30            | 1 612 (2022)                      | 69                 | modifier les données · modifier les données |
| Osly-Courtil                    | 02576      | Aisne       | Oslyens                       | 5,23             | 325 (2022)                        | 62                 | modifier les données · modifier les données |
| Ostel                           | 02577      | Aisne       | Ostellois                     | 9,10             | 91 (2022)                         | 10                 | modifier les données · modifier les données |
| Oulches-la-Vallée-Foulon        | 02578      | Aisne       | Oulchois                      | 4,45             | 82 (2022)                         | 18                 | modifier les données · modifier les données |
| Oulchy-la-Ville                 | 02579      | Aisne       | Oulchyacois                   | 7,13             | 127 (2022)                        | 18                 | modifier les données · modifier les données |
| Oulchy-le-Château               | 02580      | Aisne       | Ulchéens                      | 15,08            | 811 (2022)                        | 54                 | modifier les données · modifier les données |
| Paars                           | 02581      | Aisne       | Paaréens                      | 5,15             | 314 (2022)                        | 61                 | modifier les données · modifier les données |
| Paissy                          | 02582      | Aisne       | Paissois                      | 7,08             | 79 (2022)                         | 11                 | modifier les données · modifier les données |
| Pancy-Courtecon                 | 02583      | Aisne       | Pancyacois                    | 6,37             | 56 (2022)                         | 8,8                | modifier les données · modifier les données |
| Papleux                         | 02584      | Aisne       | Papleusiens                   | 1,93             | 115 (2022)                        | 60                 | modifier les données · modifier les données |
| Parcy-et-Tigny                  | 02585      | Aisne       | Parcyacois                    | 10,59            | 247 (2022)                        | 23                 | modifier les données · modifier les données |
| Parfondru                       | 02587      | Aisne       | Paillefoins                   | 9,08             | 351 (2022)                        | 39                 | modifier les données · modifier les données |
| Pargnan                         | 02588      | Aisne       | Pargnantais                   | 2,39             | 66 (2022)                         | 28                 | modifier les données · modifier les données |
| Pargny-et-Filain                | 02589      | Aisne       |                               | 9,79             | 371 (2022)                        | 38                 | modifier les données · modifier les données |
| Pargny-la-Dhuys                 | 02590      | Aisne       | Pargnysiens                   | 12,66            | 172 (2022)                        | 14                 | modifier les données · modifier les données |
| Pargny-les-Bois                 | 02591      | Aisne       | Pargnysois                    | 6,83             | 140 (2022)                        | 20                 | modifier les données · modifier les données |
| Parpeville                      | 02592      | Aisne       | Parpevillois                  | 15,82            | 192 (2022)                        | 12                 | modifier les données · modifier les données |
| Pasly                           | 02593      | Aisne       | Paslysiens                    | 3,02             | 1 061 (2022)                      | 351                | modifier les données · modifier les données |
| Passy-en-Valois                 | 02594      | Aisne       | Passyens ou Passyacois        | 3,41             | 125 (2022)                        | 37                 | modifier les données · modifier les données |
| Passy-sur-Marne                 | 02595      | Aisne       | Passyas                       | 3,71             | 139 (2022)                        | 37                 | modifier les données · modifier les données |
| Pavant                          | 02596      | Aisne       | Pavanais                      | 5,43             | 755 (2022)                        | 139                | modifier les données · modifier les données |
| Pernant                         | 02598      | Aisne       | Pernantais                    | 9,83             | 683 (2022)                        | 69                 | modifier les données · modifier les données |
| Petit-Verly                     | 02784      | Aisne       | Verlyziens                    | 5,19             | 156 (2022)                        | 30                 | modifier les données · modifier les données |
| Pierremande                     | 02599      | Aisne       | Pierremandois                 | 7,57             | 249 (2022)                        | 33                 | modifier les données · modifier les données |
| Pierrepont                      | 02600      | Aisne       | Pierrepontais                 | 10,54            | 336 (2022)                        | 32                 | modifier les données · modifier les données |
| Pignicourt                      | 02601      | Aisne       | Pignicourtois                 | 7,01             | 175 (2022)                        | 25                 | modifier les données · modifier les données |
| Pinon                           | 02602      | Aisne       | Pinonais                      | 9,48             | 1 650 (2022)                      | 174                | modifier les données · modifier les données |
| Pithon                          | 02604      | Aisne       | Pithonais                     | 2,44             | 78 (2022)                         | 32                 | modifier les données · modifier les données |
| Pleine-Selve                    | 02605      | Aisne       | Selvois                       | 6,05             | 191 (2022)                        | 32                 | modifier les données · modifier les données |
| Ploisy                          | 02607      | Aisne       | Ploisiens ou Ploisyacois      | 2,87             | 97 (2022)                         | 34                 | modifier les données · modifier les données |
| Plomion                         | 02608      | Aisne       | Plomionais                    | 16,39            | 454 (2022)                        | 28                 | modifier les données · modifier les données |
| Ployart-et-Vaurseine            | 02609      | Aisne       | Ployartais                    | 4,93             | 23 (2022)                         | 4,7                | modifier les données · modifier les données |
| Pommiers                        | 02610      | Aisne       | Gnocs                         | 6,69             | 738 (2022)                        | 110                | modifier les données · modifier les données |
| Pont-Arcy                       | 02612      | Aisne       | Pont-Arciens                  | 3,18             | 118 (2022)                        | 37                 | modifier les données · modifier les données |
| Pontavert                       | 02613      | Aisne       | Pontavertois                  | 13,37            | 605 (2022)                        | 45                 | modifier les données · modifier les données |
| Pontru                          | 02614      | Aisne       | Russipontains                 | 14,98            | 281 (2022)                        | 19                 | modifier les données · modifier les données |
| Pontruet                        | 02615      | Aisne       | Pontruétois                   | 6,75             | 352 (2022)                        | 52                 | modifier les données · modifier les données |
| Pont-Saint-Mard                 | 02616      | Aisne       | Saint-Mard-Pontains           | 6,79             | 185 (2022)                        | 27                 | modifier les données · modifier les données |
| Pouilly-sur-Serre               | 02617      | Aisne       | Pauliaciens                   | 9,90             | 496 (2022)                        | 50                 | modifier les données · modifier les données |
| Prémont                         | 02618      | Aisne       | Prémontois                    | 12,21            | 686 (2022)                        | 56                 | modifier les données · modifier les données |
| Prémontré                       | 02619      | Aisne       | Prémontrés                    | 8,33             | 596 (2022)                        | 72                 | modifier les données · modifier les données |
| Presles-et-Boves                | 02620      | Aisne       | Preslois                      | 9,61             | 327 (2022)                        | 34                 | modifier les données · modifier les données |
| Presles-et-Thierny              | 02621      | Aisne       | Preslois                      | 8,33             | 400 (2022)                        | 48                 | modifier les données · modifier les données |
| Priez                           | 02622      | Aisne       | Priezois                      | 4,93             | 58 (2022)                         | 12                 | modifier les données · modifier les données |
| Prisces                         | 02623      | Aisne       | Prisçois                      | 6,63             | 94 (2022)                         | 14                 | modifier les données · modifier les données |
| Proisy                          | 02624      | Aisne       | Proisyens                     | 5,20             | 275 (2022)                        | 53                 | modifier les données · modifier les données |
| Proix                           | 02625      | Aisne       | Proisiens                     | 3,45             | 144 (2022)                        | 42                 | modifier les données · modifier les données |
| Prouvais                        | 02626      | Aisne       | Prouvaisiens                  | 18,22            | 339 (2022)                        | 19                 | modifier les données · modifier les données |
| Proviseux-et-Plesnoy            | 02627      | Aisne       | Provisiolains                 | 11,21            | 133 (2022)                        | 12                 | modifier les données · modifier les données |
| Puiseux-en-Retz                 | 02628      | Aisne       | Podiscains                    | 9,88             | 221 (2022)                        | 22                 | modifier les données · modifier les données |
| Puisieux-et-Clanlieu            | 02629      | Aisne       | Putéoliens                    | 17,42            | 327 (2022)                        | 19                 | modifier les données · modifier les données |
| Quierzy                         | 02631      | Aisne       | Cheriziens                    | 8,09             | 419 (2022)                        | 52                 | modifier les données · modifier les données |
| Quincy-Basse                    | 02632      | Aisne       | Quinciacois                   | 3,87             | 54 (2022)                         | 14                 | modifier les données · modifier les données |
| Quincy-sous-le-Mont             | 02633      | Aisne       | Quincyens                     | 5,04             | 62 (2022)                         | 12                 | modifier les données · modifier les données |
| Ramicourt                       | 02635      | Aisne       | Ramicourtois                  | 3,82             | 147 (2022)                        | 38                 | modifier les données · modifier les données |
| Regny                           | 02636      | Aisne       | Regniaquois                   | 11,89            | 193 (2022)                        | 16                 | modifier les données · modifier les données |
| Remaucourt                      | 02637      | Aisne       | Remaucourtois                 | 6,35             | 278 (2022)                        | 44                 | modifier les données · modifier les données |
| Remies                          | 02638      | Aisne       | Remisiens                     | 8,98             | 240 (2022)                        | 27                 | modifier les données · modifier les données |
| Remigny                         | 02639      | Aisne       | Remignois                     | 10,07            | 341 (2022)                        | 34                 | modifier les données · modifier les données |
| Renansart                       | 02640      | Aisne       | Renansartois                  | 8,71             | 149 (2022)                        | 17                 | modifier les données · modifier les données |
| Renneval                        | 02641      | Aisne       | Rennevalois                   | 6,82             | 127 (2022)                        | 19                 | modifier les données · modifier les données |
| Ressons-le-Long                 | 02643      | Aisne       | Ressonnais                    | 10,55            | 780 (2022)                        | 74                 | modifier les données · modifier les données |
| Retheuil                        | 02644      | Aisne       | Retheuillois                  | 14,87            | 348 (2022)                        | 23                 | modifier les données · modifier les données |
| Reuilly-Sauvigny                | 02645      | Aisne       | Révillois et Sauvignats       | 6,54             | 213 (2022)                        | 33                 | modifier les données · modifier les données |
| Ribeauville                     | 02647      | Aisne       | Ribeauvillois                 | 3,58             | 77 (2022)                         | 22                 | modifier les données · modifier les données |
| Ribemont                        | 02648      | Aisne       | Ribemontois                   | 26,91            | 1 909 (2022)                      | 71                 | modifier les données · modifier les données |
| Rocourt-Saint-Martin            | 02649      | Aisne       | Rocourtois                    | 5,76             | 305 (2022)                        | 53                 | modifier les données · modifier les données |
| Rocquigny                       | 02650      | Aisne       | Rochenois                     | 10,99            | 364 (2022)                        | 33                 | modifier les données · modifier les données |
| Rogécourt                       | 02651      | Aisne       | Rogécourtois                  | 5,54             | 94 (2022)                         | 17                 | modifier les données · modifier les données |
| Rogny                           | 02652      | Aisne       | Rogniens                      | 5,61             | 100 (2022)                        | 18                 | modifier les données · modifier les données |
| Romeny-sur-Marne                | 02653      | Aisne       | Romenyats                     | 4,23             | 466 (2022)                        | 110                | modifier les données · modifier les données |
| Romery                          | 02654      | Aisne       | Romanions                     | 3,96             | 83 (2022)                         | 21                 | modifier les données · modifier les données |
| Ronchères                       | 02655      | Aisne       | Ronchérois                    | 6,06             | 152 (2022)                        | 25                 | modifier les données · modifier les données |
| Roucy                           | 02656      | Aisne       | Roucyens                      | 6,96             | 375 (2022)                        | 54                 | modifier les données · modifier les données |
| Rougeries                       | 02657      | Aisne       | Rougeriens                    | 4,13             | 202 (2022)                        | 49                 | modifier les données · modifier les données |
| Roupy                           | 02658      | Aisne       | Roupéens                      | 5,90             | 238 (2022)                        | 40                 | modifier les données · modifier les données |
| Rouvroy                         | 02659      | Aisne       | Rouvroysiens                  | 5,05             | 507 (2022)                        | 100                | modifier les données · modifier les données |
| Royaucourt-et-Chailvet          | 02661      | Aisne       | Royaucourtois                 | 3,04             | 228 (2022)                        | 75                 | modifier les données · modifier les données |
| Rozet-Saint-Albin               | 02662      | Aisne       | Rozetois                      | 7,95             | 333 (2022)                        | 42                 | modifier les données · modifier les données |
| Rozières-sur-Crise              | 02663      | Aisne       | Roziérois                     | 7,32             | 234 (2022)                        | 32                 | modifier les données · modifier les données |
| Rozoy-Bellevalle                | 02664      | Aisne       | Rozoyens ou Rosetois          | 6,79             | 120 (2022)                        | 18                 | modifier les données · modifier les données |
| Rozoy-sur-Serre                 | 02666      | Aisne       | Rostands                      | 16,53            | 922 (2022)                        | 56                 | modifier les données · modifier les données |
| Saconin-et-Breuil               | 02667      | Aisne       | Saconois                      | 8,53             | 197 (2022)                        | 23                 | modifier les données · modifier les données |
| Sains-Richaumont                | 02668      | Aisne       | Sainsois                      | 12,46            | 939 (2022)                        | 75                 | modifier les données · modifier les données |
| Saint-Algis                     | 02670      | Aisne       | Augisois                      | 6,89             | 148 (2022)                        | 21                 | modifier les données · modifier les données |
| Saint-Aubin                     | 02671      | Aisne       | Saint-Aubinois                | 8,36             | 279 (2022)                        | 33                 | modifier les données · modifier les données |
| Saint-Bandry                    | 02672      | Aisne       | Blaises                       | 6,02             | 240 (2022)                        | 40                 | modifier les données · modifier les données |
| Saint-Christophe-à-Berry        | 02673      | Aisne       | Saint-Christophois            | 7,78             | 443 (2022)                        | 57                 | modifier les données · modifier les données |
| Saint-Clément                   | 02674      | Aisne       | Clémentins                    | 5,01             | 47 (2022)                         | 9,4                | modifier les données · modifier les données |
| Sainte-Croix                    | 02675      | Aisne       | Saint-Cruciens                | 3,35             | 130 (2022)                        | 39                 | modifier les données · modifier les données |
| Sainte-Geneviève                | 02678      | Aisne       | Genovéfains                   | 4,53             | 70 (2022)                         | 15                 | modifier les données · modifier les données |
| Sainte-Preuve                   | 02690      | Aisne       | Sainte-Preuviens              | 9,61             | 68 (2022)                         | 7,1                | modifier les données · modifier les données |
| Saint-Erme-Outre-et-Ramecourt   | 02676      | Aisne       | Saint-Ermois                  | 20,11            | 1 700 (2022)                      | 85                 | modifier les données · modifier les données |
| Saint-Eugène                    | 02677      | Aisne       | Saint-Eugénois                | 6,75             | 234 (2022)                        | 35                 | modifier les données · modifier les données |
| Saint-Gengoulph                 | 02679      | Aisne       | Saint-Gengoulphois            | 7,57             | 153 (2022)                        | 20                 | modifier les données · modifier les données |
| Saint-Gobain                    | 02680      | Aisne       | Gobanais                      | 29,73            | 2 313 (2022)                      | 78                 | modifier les données · modifier les données |
| Saint-Gobert                    | 02681      | Aisne       | Saint-Gobertois               | 7,78             | 285 (2022)                        | 37                 | modifier les données · modifier les données |
| Saint-Mard                      | 02682      | Aisne       | Saint-Mardois                 | 4,69             | 116 (2022)                        | 25                 | modifier les données · modifier les données |
| Saint-Martin-Rivière            | 02683      | Aisne       | Saint-Martinois               | 5,52             | 115 (2022)                        | 21                 | modifier les données · modifier les données |
| Saint-Michel                    | 02684      | Aisne       | Saint-Michelois               | 42,20            | 3 222 (2022)                      | 76                 | modifier les données · modifier les données |
| Saint-Nicolas-aux-Bois          | 02685      | Aisne       | Saint-Nicoliens               | 6,64             | 116 (2022)                        | 17                 | modifier les données · modifier les données |
| Saint-Paul-aux-Bois             | 02686      | Aisne       | Saint-Paulois                 | 11,13            | 360 (2022)                        | 32                 | modifier les données · modifier les données |
| Saint-Pierre-Aigle              | 02687      | Aisne       | Saint-Pierrois                | 12,02            | 332 (2022)                        | 28                 | modifier les données · modifier les données |
| Saint-Pierre-lès-Franqueville   | 02688      | Aisne       | Saint-Pierrois                | 7,00             | 41 (2022)                         | 5,9                | modifier les données · modifier les données |
| Saint-Pierremont                | 02689      | Aisne       | Saint-Pierremontois           | 6,98             | 40 (2022)                         | 5,7                | modifier les données · modifier les données |
| Saint-Quentin                   | 02691      | Aisne       | Saint-Quentinois              | 22,56            | 52 995 (2022)                     | 2 349              | modifier les données · modifier les données |
| Saint-Rémy-Blanzy               | 02693      | Aisne       | Saint-Rémois                  | 13,99            | 225 (2022)                        | 16                 | modifier les données · modifier les données |
| Saint-Simon                     | 02694      | Aisne       | Saint-Simonais                | 6,34             | 598 (2022)                        | 94                 | modifier les données · modifier les données |
| Saint-Thomas                    | 02696      | Aisne       | Saint-Thomasiens              | 2,50             | 72 (2022)                         | 29                 | modifier les données · modifier les données |
| Samoussy                        | 02697      | Aisne       | Samoussyens                   | 25,04            | 387 (2022)                        | 15                 | modifier les données · modifier les données |
| Sancy-les-Cheminots             | 02698      | Aisne       | Sancysiens                    | 4,53             | 98 (2022)                         | 22                 | modifier les données · modifier les données |
| Saponay                         | 02699      | Aisne       | Saponéens                     | 9,93             | 270 (2022)                        | 27                 | modifier les données · modifier les données |
| Saulchery                       | 02701      | Aisne       | Saulcheriens                  | 2,63             | 695 (2022)                        | 264                | modifier les données · modifier les données |
| Savy                            | 02702      | Aisne       | Savignons                     | 7,49             | 612 (2022)                        | 82                 | modifier les données · modifier les données |
| Seboncourt                      | 02703      | Aisne       | Seboncourtois                 | 11,80            | 1 085 (2022)                      | 92                 | modifier les données · modifier les données |
| Selens                          | 02704      | Aisne       | Selensois                     | 7,65             | 207 (2022)                        | 27                 | modifier les données · modifier les données |
| Septmonts                       | 02706      | Aisne       | Septmontois                   | 4,80             | 571 (2022)                        | 119                | modifier les données · modifier les données |
| Septvaux                        | 02707      | Aisne       | Septvaliens                   | 8,56             | 179 (2022)                        | 21                 | modifier les données · modifier les données |
| Sequehart                       | 02708      | Aisne       | Sequehartois                  | 6,38             | 211 (2022)                        | 33                 | modifier les données · modifier les données |
| Serain                          | 02709      | Aisne       | Serainois                     | 6,65             | 390 (2022)                        | 59                 | modifier les données · modifier les données |
| Seraucourt-le-Grand             | 02710      | Aisne       | Seraucourtois                 | 10,56            | 714 (2022)                        | 68                 | modifier les données · modifier les données |
| Serches                         | 02711      | Aisne       | Serchois                      | 9,10             | 277 (2022)                        | 30                 | modifier les données · modifier les données |
| Sergy                           | 02712      | Aisne       | Sergiens ou Sergyacois        | 13,32            | 137 (2022)                        | 10                 | modifier les données · modifier les données |
| Seringes-et-Nesles              | 02713      | Aisne       | Seringeois                    | 13,49            | 268 (2022)                        | 20                 | modifier les données · modifier les données |
| Sermoise                        | 02714      | Aisne       | Sermoisiens                   | 5,51             | 347 (2022)                        | 63                 | modifier les données · modifier les données |
| Servais                         | 02716      | Aisne       | Servaisiens                   | 5,51             | 290 (2022)                        | 53                 | modifier les données · modifier les données |
| Serval                          | 02715      | Aisne       | Servalois                     | 2,14             | 42 (2022)                         | 20                 | modifier les données · modifier les données |
| Séry-lès-Mézières               | 02717      | Aisne       | Sérysiens                     | 11,51            | 602 (2022)                        | 52                 | modifier les données · modifier les données |
| Silly-la-Poterie                | 02718      | Aisne       | Sillygellaciens               | 2,31             | 114 (2022)                        | 49                 | modifier les données · modifier les données |
| Sinceny                         | 02719      | Aisne       | Sincenois                     | 13,13            | 1 988 (2022)                      | 151                | modifier les données · modifier les données |
| Sissonne                        | 02720      | Aisne       | Sissonnais                    | 53,53            | 2 061 (2022)                      | 39                 | modifier les données · modifier les données |
| Sissy                           | 02721      | Aisne       | Sissiaquois                   | 10,76            | 490 (2022)                        | 46                 | modifier les données · modifier les données |
| Soissons                        | 02722      | Aisne       | Soissonnais                   | 12,32            | 28 667 (2022)                     | 2 327              | modifier les données · modifier les données |
| Soize                           | 02723      | Aisne       | Soizois                       | 5,91             | 96 (2022)                         | 16                 | modifier les données · modifier les données |
| Sommelans                       | 02724      | Aisne       | Sommelanais                   | 4,28             | 58 (2022)                         | 14                 | modifier les données · modifier les données |
| Sommeron                        | 02725      | Aisne       | Sommeronnais                  | 4,68             | 135 (2022)                        | 29                 | modifier les données · modifier les données |
| Sommette-Eaucourt               | 02726      | Aisne       | Sommetois ou Éaucourtois      | 6,28             | 177 (2022)                        | 28                 | modifier les données · modifier les données |
| Sons-et-Ronchères               | 02727      | Aisne       | Ronchérois                    | 9,20             | 207 (2022)                        | 23                 | modifier les données · modifier les données |
| Sorbais                         | 02728      | Aisne       | Sorbaisiens                   | 13,72            | 261 (2022)                        | 19                 | modifier les données · modifier les données |
| Soucy                           | 02729      | Aisne       | Souciats                      | 5,22             | 77 (2022)                         | 15                 | modifier les données · modifier les données |
| Soupir                          | 02730      | Aisne       | Soupirois                     | 10,20            | 270 (2022)                        | 26                 | modifier les données · modifier les données |
| Surfontaine                     | 02732      | Aisne       | Surfontainois                 | 6,38             | 98 (2022)                         | 15                 | modifier les données · modifier les données |
| Taillefontaine                  | 02734      | Aisne       | Taillefontainois              | 10,63            | 262 (2022)                        | 25                 | modifier les données · modifier les données |
| Tannières                       | 02735      | Aisne       | Tanniérois                    | 2,55             | 16 (2022)                         | 6,3                | modifier les données · modifier les données |
| Tartiers                        | 02736      | Aisne       | Tartiérois                    | 8,89             | 165 (2022)                        | 19                 | modifier les données · modifier les données |
| Tavaux-et-Pontséricourt         | 02737      | Aisne       | Tavelois                      | 25,42            | 549 (2022)                        | 22                 | modifier les données · modifier les données |
| Tergnier                        | 02738      | Aisne       | Ternois                       | 17,95            | 13 261 (2022)                     | 739                | modifier les données · modifier les données |
| Terny-Sorny                     | 02739      | Aisne       | Terniens ou Ternyacois        | 7,07             | 326 (2022)                        | 46                 | modifier les données · modifier les données |
| Thenailles                      | 02740      | Aisne       | Thenaillois                   | 16,43            | 221 (2022)                        | 13                 | modifier les données · modifier les données |
| Thenelles                       | 02741      | Aisne       | Thenellois                    | 6,99             | 542 (2022)                        | 78                 | modifier les données · modifier les données |
| Thiernu                         | 02742      | Aisne       | Thiernusiens                  | 6,16             | 120 (2022)                        | 19                 | modifier les données · modifier les données |
| Torcy-en-Valois                 | 02744      | Aisne       | Torciens ou Torcyacois        | 3,62             | 77 (2022)                         | 21                 | modifier les données · modifier les données |
| Toulis-et-Attencourt            | 02745      | Aisne       | Toulisiens                    | 7,42             | 112 (2022)                        | 15                 | modifier les données · modifier les données |
| Travecy                         | 02746      | Aisne       | Travecyens                    | 14,52            | 683 (2022)                        | 47                 | modifier les données · modifier les données |
| Trefcon                         | 02747      | Aisne       | Trefconnais                   | 4,02             | 81 (2022)                         | 20                 | modifier les données · modifier les données |
| Trélou-sur-Marne                | 02748      | Aisne       | Trélouiats                    | 20,35            | 948 (2022)                        | 47                 | modifier les données · modifier les données |
| Troësnes                        | 02749      | Aisne       | Troënois                      | 2,65             | 211 (2022)                        | 80                 | modifier les données · modifier les données |
| Trosly-Loire                    | 02750      | Aisne       | Troslysiens                   | 15,21            | 551 (2022)                        | 36                 | modifier les données · modifier les données |
| Trucy                           | 02751      | Aisne       | Trucyens                      | 3,01             | 141 (2022)                        | 47                 | modifier les données · modifier les données |
| Tugny-et-Pont                   | 02752      | Aisne       | Tugnypontois                  | 5,89             | 283 (2022)                        | 48                 | modifier les données · modifier les données |
| Tupigny                         | 02753      | Aisne       | Tupigniens                    | 12,84            | 335 (2022)                        | 26                 | modifier les données · modifier les données |
| Ugny-le-Gay                     | 02754      | Aisne       | Ugniens                       | 5,90             | 186 (2022)                        | 32                 | modifier les données · modifier les données |
| Urcel                           | 02755      | Aisne       | Urcelois                      | 7,20             | 539 (2022)                        | 75                 | modifier les données · modifier les données |
| Urvillers                       | 02756      | Aisne       | Urvillois                     | 13,69            | 688 (2022)                        | 50                 | modifier les données · modifier les données |
| Vadencourt                      | 02757      | Aisne       | Vadencourtois                 | 12,24            | 511 (2022)                        | 42                 | modifier les données · modifier les données |
| Vailly-sur-Aisne                | 02758      | Aisne       | Vaillysiens                   | 9,97             | 2 019 (2022)                      | 203                | modifier les données · modifier les données |
| Vallées en Champagne            | 02053      | Aisne       |                               | 41,24            | 590 (2022)                        | 14                 | modifier les données · modifier les données |
| Varinfroy                       | 60656      | Oise        |                               | 2,95             | 268 (2022)                        | 91                 | modifier les données · modifier les données |
| Variscourt                      | 02761      | Aisne       | Variscourtois                 | 5,56             | 218 (2022)                        | 39                 | modifier les données · modifier les données |
| Vassens                         | 02762      | Aisne       | Vassensais                    | 9,87             | 171 (2022)                        | 17                 | modifier les données · modifier les données |
| Vasseny                         | 02763      | Aisne       | Vassenyens                    | 3,18             | 204 (2022)                        | 64                 | modifier les données · modifier les données |
| Vassogne                        | 02764      | Aisne       | Vassognais                    | 2,93             | 92 (2022)                         | 31                 | modifier les données · modifier les données |
| Vaucelles-et-Beffecourt         | 02765      | Aisne       | Vaucellois                    | 4,03             | 233 (2022)                        | 58                 | modifier les données · modifier les données |
| Vaudesson                       | 02766      | Aisne       | Vaudessonnais                 | 8,42             | 238 (2022)                        | 28                 | modifier les données · modifier les données |
| Vauxaillon                      | 02768      | Aisne       | Vauxaillonnais                | 13,77            | 504 (2022)                        | 37                 | modifier les données · modifier les données |
| Vaux-Andigny                    | 02769      | Aisne       | Vauxois                       | 15,75            | 923 (2022)                        | 59                 | modifier les données · modifier les données |
| Vauxbuin                        | 02770      | Aisne       | Vauxbuinois                   | 5,00             | 771 (2022)                        | 154                | modifier les données · modifier les données |
| Vaux-en-Vermandois              | 02772      | Aisne       | Valois                        | 3,85             | 142 (2022)                        | 37                 | modifier les données · modifier les données |
| Vauxrezis                       | 02767      | Aisne       | Valrésiens                    | 6,54             | 325 (2022)                        | 50                 | modifier les données · modifier les données |
| Vauxtin                         | 02773      | Aisne       | Vauxtinois                    | 2,27             | 44 (2022)                         | 19                 | modifier les données · modifier les données |
| Vendelles                       | 02774      | Aisne       | Vendellois                    | 5,28             | 122 (2022)                        | 23                 | modifier les données · modifier les données |
| Vendeuil                        | 02775      | Aisne       | Vendeuillois                  | 14,45            | 926 (2022)                        | 64                 | modifier les données · modifier les données |
| Vendhuile                       | 02776      | Aisne       | Vendolésiens                  | 10,96            | 574 (2022)                        | 52                 | modifier les données · modifier les données |
| Vendières                       | 02777      | Aisne       | Vendiérois                    | 12,36            | 129 (2022)                        | 10                 | modifier les données · modifier les données |
| Vendresse-Beaulne               | 02778      | Aisne       | Vendressois                   | 8,71             | 99 (2022)                         | 11                 | modifier les données · modifier les données |
| Vénérolles                      | 02779      | Aisne       | Vénérollais                   | 8,89             | 225 (2022)                        | 25                 | modifier les données · modifier les données |
| Venizel                         | 02780      | Aisne       | Venizellois                   | 3,71             | 1 333 (2022)                      | 359                | modifier les données · modifier les données |
| Verdilly                        | 02781      | Aisne       | Verdillats                    | 5,10             | 455 (2022)                        | 89                 | modifier les données · modifier les données |
| Vermand                         | 02785      | Aisne       | Vermandois                    | 15,75            | 1 102 (2022)                      | 70                 | modifier les données · modifier les données |
| Verneuil-sous-Coucy             | 02786      | Aisne       | Verneuillois                  | 4,58             | 136 (2022)                        | 30                 | modifier les données · modifier les données |
| Verneuil-sur-Serre              | 02787      | Aisne       | Verneuillois                  | 7,86             | 255 (2022)                        | 32                 | modifier les données · modifier les données |
| Versigny                        | 02788      | Aisne       | Versigniens                   | 12,89            | 467 (2022)                        | 36                 | modifier les données · modifier les données |
| Vervins                         | 02789      | Aisne       | Vervinois                     | 10,35            | 2 574 (2022)                      | 249                | modifier les données · modifier les données |
| Vesles-et-Caumont               | 02790      | Aisne       | Veslois                       | 10,34            | 243 (2022)                        | 24                 | modifier les données · modifier les données |
| Veslud                          | 02791      | Aisne       | Vesludois                     | 4,13             | 269 (2022)                        | 65                 | modifier les données · modifier les données |
| Veuilly-la-Poterie              | 02792      | Aisne       | Veuillisiens                  | 7,54             | 155 (2022)                        | 21                 | modifier les données · modifier les données |
| Vézaponin                       | 02793      | Aisne       | Vézaponiens                   | 3,18             | 114 (2022)                        | 36                 | modifier les données · modifier les données |
| Vézilly                         | 02794      | Aisne       | Vézyllisiens                  | 10,74            | 184 (2022)                        | 17                 | modifier les données · modifier les données |
| Vichel-Nanteuil                 | 02796      | Aisne       | Vichelois                     | 6,39             | 93 (2022)                         | 15                 | modifier les données · modifier les données |
| Vic-sur-Aisne                   | 02795      | Aisne       | Vicois                        | 5,23             | 1 610 (2022)                      | 308                | modifier les données · modifier les données |
| Viel-Arcy                       | 02797      | Aisne       | Viel-Arcyniens                | 6,59             | 172 (2022)                        | 26                 | modifier les données · modifier les données |
| Viels-Maisons                   | 02798      | Aisne       | Vieux-Montois                 | 21,44            | 1 199 (2022)                      | 56                 | modifier les données · modifier les données |
| Vierzy                          | 02799      | Aisne       | Vierzois                      | 12,73            | 378 (2022)                        | 30                 | modifier les données · modifier les données |
| Viffort                         | 02800      | Aisne       | Viffortois                    | 9,83             | 314 (2022)                        | 32                 | modifier les données · modifier les données |
| Vigneux-Hocquet                 | 02801      | Aisne       | Vigneusiens                   | 13,72            | 266 (2022)                        | 19                 | modifier les données · modifier les données |
| Villemontoire                   | 02804      | Aisne       | Villemontoiriens              | 7,65             | 210 (2022)                        | 27                 | modifier les données · modifier les données |
| Villeneuve-Saint-Germain        | 02805      | Aisne       | Villeneuvois                  | 4,54             | 2 585 (2022)                      | 569                | modifier les données · modifier les données |
| Villeneuve-sur-Aisne            | 02360      | Aisne       |                               | 25,03            | 2 788 (2022)                      | 111                | modifier les données · modifier les données |
| Villeneuve-sur-Fère             | 02806      | Aisne       | Villeneuvois                  | 10,30            | 285 (2022)                        | 28                 | modifier les données · modifier les données |
| Villequier-Aumont               | 02807      | Aisne       | Genlisiens                    | 12,34            | 675 (2022)                        | 55                 | modifier les données · modifier les données |
| Villeret                        | 02808      | Aisne       | Villeretins                   | 3,95             | 268 (2022)                        | 68                 | modifier les données · modifier les données |
| Villers-Agron-Aiguizy           | 02809      | Aisne       | Villérois                     | 12,79            | 70 (2022)                         | 5,5                | modifier les données · modifier les données |
| Villers-Cotterêts               | 02810      | Aisne       | Cotteréziens                  | 41,71            | 10 376 (2022)                     | 249                | modifier les données · modifier les données |
| Villers-Hélon                   | 02812      | Aisne       | Villers-Hélonais              | 8,07             | 194 (2022)                        | 24                 | modifier les données · modifier les données |
| Villers-le-Sec                  | 02813      | Aisne       | Villeriens                    | 10,57            | 256 (2022)                        | 24                 | modifier les données · modifier les données |
| Villers-lès-Guise               | 02814      | Aisne       | Villérois                     | 8,06             | 160 (2022)                        | 20                 | modifier les données · modifier les données |
| Villers-Saint-Christophe        | 02815      | Aisne       | Villerois                     | 8,99             | 419 (2022)                        | 47                 | modifier les données · modifier les données |
| Villers-sur-Fère                | 02816      | Aisne       | Villerois                     | 10,79            | 517 (2022)                        | 48                 | modifier les données · modifier les données |
| Ville-Savoye                    | 02817      | Aisne       | Ville-Savoyard                | 2,64             | 83 (2022)                         | 31                 | modifier les données · modifier les données |
| Villiers-Saint-Denis            | 02818      | Aisne       | Villiérois                    | 7,57             | 1 074 (2022)                      | 142                | modifier les données · modifier les données |
| Vincy-Reuil-et-Magny            | 02819      | Aisne       | Vincyacois                    | 11,78            | 103 (2022)                        | 8,7                | modifier les données · modifier les données |
| Viry-Noureuil                   | 02820      | Aisne       | Virois                        | 17,76            | 1 682 (2022)                      | 95                 | modifier les données · modifier les données |
| Vivaise                         | 02821      | Aisne       | Vivaisois                     | 9,02             | 662 (2022)                        | 73                 | modifier les données · modifier les données |
| Vivières                        | 02822      | Aisne       | Viviérois                     | 13,96            | 409 (2022)                        | 29                 | modifier les données · modifier les données |
| Voharies                        | 02823      | Aisne       | Voharisiens                   | 3,32             | 76 (2022)                         | 23                 | modifier les données · modifier les données |
| Vorges                          | 02824      | Aisne       | Vorgiens                      | 4,78             | 383 (2022)                        | 80                 | modifier les données · modifier les données |
| Voulpaix                        | 02826      | Aisne       | Voulpaisiens                  | 11,55            | 348 (2022)                        | 30                 | modifier les données · modifier les données |
| Voyenne                         | 02827      | Aisne       | Voyennais                     | 13,97            | 309 (2022)                        | 22                 | modifier les données · modifier les données |
| Vregny                          | 02828      | Aisne       | Vregnysiens                   | 4,50             | 90 (2022)                         | 20                 | modifier les données · modifier les données |
| Vuillery                        | 02829      | Aisne       | Vuilleriots                   | 1,09             | 43 (2022)                         | 39                 | modifier les données · modifier les données |
| Wassigny                        | 02830      | Aisne       | Wassigniens                   | 6,79             | 946 (2022)                        | 139                | modifier les données · modifier les données |
| Watigny                         | 02831      | Aisne       | Watignyens                    | 21,12            | 359 (2022)                        | 17                 | modifier les données · modifier les données |
| Wiège-Faty                      | 02832      | Aisne       | Wiégeois                      | 7,47             | 181 (2022)                        | 24                 | modifier les données · modifier les données |
| Wimy                            | 02833      | Aisne       | Wimyens                       | 12,04            | 464 (2022)                        | 39                 | modifier les données · modifier les données |
| Wissignicourt                   | 02834      | Aisne       | Wissignicourtois              | 4,46             | 154 (2022)                        | 35                 | modifier les données · modifier les données |

#### Structures intercommunales
L'USEDA regroupe les 14 établissement public de coopération intercommunale à fiscalité propre suivantes :
| Type d'intercommunalité    | Nom                                | No Siren  | Date de création | Communes | Population | Population | Superficie | Siège                         |
| -------------------------- | ---------------------------------- | --------- | ---------------- | -------- | ---------- | ---------- | ---------- | ----------------------------- |
| Communauté d'agglomération | CA du Saint-Quentinois             | 200071892 | 1er janvier 2017 | 39       | 81 489     | (2016)     | 293.30     | Saint-Quentin                 |
| Communauté d'agglomération | CA de la Région de Château-Thierry | 200072031 | 1er janvier 2017 | 87       | 54 092     | (2016)     | 880.0      | Château-Thierry               |
| Communauté de communes     | CC du Pays du Vermandois           | 240200493 | 31 décembre 1993 | 54       | 31 298     | (2016)     | 448.30     | Bellicourt                    |
| Communauté de communes     | CC Retz-en-Valois                  | 200071991 | 1er janvier 2017 | 54       | 29 594     | (2016)     | 534.40     | Villers-Cotterêts             |
| Communauté de communes     | CC de la Thiérache du Centre       | 240200444 | 31 décembre 1992 | 68       | 26 531     | (2016)     | 722.10     | La Capelle                    |
| Communauté de communes     | CC des Trois Rivières              | 240200600 | 29 décembre 1995 | 26       | 21 510     | (2016)     | 349.20     | Buire                         |
| Communauté de communes     | CC de la Champagne Picarde         | 240200576 | 22 décembre 1995 | 46       | 20 940     | (2016)     | 578.20     | Saint-Erme-Outre-et-Ramecourt |
| Communauté de communes     | CC du Val de l'Aisne               | 240200501 | 28 décembre 1994 | 58       | 20 302     | (2016)     | 395.20     | Presles-et-Boves              |
| Communauté de communes     | CC du Val de l'Oise                | 200040426 | 1er janvier 2014 | 32       | 16 158     | (2016)     | 327.20     | Mézières-sur-Oise             |
| Communauté de communes     | CC du Canton de Charly-sur-Marne   | 240200584 | 29 décembre 1995 | 21       | 15 744     | (2016)     | 235.20     | Charly-sur-Marne              |
| Communauté de communes     | CC du Pays de la Serre             | 240200469 | 17 décembre 1992 | 42       | 14 621     | (2016)     | 428.70     | Crécy-sur-Serre               |
| Communauté de communes     | CC des Portes de la Thiérache      | 240200634 | 22 décembre 1997 | 30       | 7 056      | (2016)     | 257.20     | Rozoy-sur-Serre               |
| Communauté de communes     | CC du Canton d'Oulchy-le-Château   | 240200519 | 30 décembre 1994 | 26       | 5 705      | (2016)     | 231.80     | Oulchy-le-Château             |
| Communauté de communes     | CC du Chemin des Dames             | 240200592 | 29 décembre 1995 | 30       | 5 457      | (2016)     | 179.0      | Craonne                       |

#### Département
En tant que syndicat mixte ouvert, l'USEDA peut accueillir comme membre d'autres personnes morales de droit public. Depuis l'arrêté préfectoral du 11 mars 2014, le conseil départemental de l'Aisne, comme personne morale de droit public, est le seul membre du syndicat mixte à ne pas être un établissement public de coopération intercommunale.
| Département | Assemblée délibérante | No Siren  | Communes | Population | Population | Superficie | Chef-lieu |
| ----------- | --------------------- | --------- | -------- | ---------- | ---------- | ---------- | --------- |
| Aisne       | Conseil départemental | 220200026 | 800      | 525 558    | (2022)     | 7 361,68   | Laon      |

La région Hauts-de-France est un membre associé à l'USEDA, mais il n'est pas membre de droit.

## Administration

### Siège
Le siège de la communauté de communes est situé à Laon sise rue Turgot dans la zone d'activité commerciale « Champ du Roy ».

### Les élus
Le syndicat mixte est géré par un comité syndical composé de 51 membres au maximum représentant chacune des communes membres, des EPCI membres et le département de l'Aisne. Le comité syndical est subdivisé en trois collèges, le collège des communes, le collège des EPCI et le collège du conseil départemental de l'Aisne. Les délégués sont désignées pour 6 ans en fonction du collège auxquels ils appartiennent.
Le conseil départemental de l'Aisne et les EPCI désignent 4 délégués pour les représenter au comité syndical. Le collège des communes est composés 43 délégués choisis dans 28 secteurs auquel les communes membres sont rattachées. Chaque secteur peut désigner jusqu'à 3 déléguées en fonction de sa population. Parmi ces 28 secteurs, Laon, Saint-Quentin et Soissons ont un secteur particulier.
Le nombre de délégués par secteurs sont répartis comme suit :
| Nombre de délégués | Secteur                                                       |
| ------------------ | ------------------------------------------------------------- |
| 1                  | Population inférieur ou égal à 19 000 habitants               |
| 2                  | Population compris entre 19 001 habitants et 38 000 habitants |
| 3                  | Population supérieur à 38 000 habitants                       |

### Présidence
Pour la mandature 2014-2020, le bureau syndical a élu son président, Daniel Dumont, adjoint au maire de Couvrelles, et désigné ses six vice-présidents qui sont : 
1. Dominique Chovet, conseiller municipal de Cuissy-et-Geny et délégué du secteur de Craonne.
2. Élie Boutroy, maire de Marcy et délégué du secteur du Nord Est de Saint-Quentin.
3. Béatrice Lévêque, adjoint au maire de Montgru-Saint-Hilaire et déléguée du secteur de Neuilly-Saint-Front.
4. René Pâris, maire d'Abbécourt et délégué du secteur de Béthancourt-en-Vaux.
5. Jean-Claude Bereaux, maire de Chézy-sur-Marne et déléguée du secteur du Sud de l'Aisne
6. Thomas Dudebout, adjoint au maire de Saint-Quentin, conseiller départemental du canton de Saint-Quentin-2 et délégué du conseil départemental de l'Aisne.

Ils forment ensemble l'exécutif de l'intercommunalité pour le mandat 2014-2020.
Pendant la mandature, ce bureau a été modifié en 2015, à la suite du renouvellement du conseil départemental de l'Aisne, avec un changement de vice-président. Michel Collet, conseiller général du canton de Bohain-en-Vermandois et délégué du conseil général de l'Aisne, a été remplacé par Thomas Dudebout comme délégué du conseil départemental de l'Aisne.
Pour la mandature 2020-2026, le bureau syndical a élu en octobre 2020 son président, Jean-Claude Bereaux, maire de Chézy-sur-Marne et désigné ses 6 vice-présidents qui sont : 
1. Thomas Dudebout, adjoint au maire de Saint-Quentin, conseiller départemental du canton de Saint-Quentin-2 et délégué du conseil départemental de l'Aisne, chargé du développement des usages numériques.
2. René Pâris, maire de Abbécourt et délégué du secteur de Béthancourt-en-Vaux, chargé de l'éclairage public.
3. Yves de Moliner, conseiller municipal de Bruyères-et-Montbérault et délégué du secteur du sud de Laon, chargé des politiques contractuelles.
4. Alain Guillaume, maire de Nampcelles-la-Cour et délégué du collège des EPCI, chargé des énergies renouvelables.
5. Michel Bono, maire de Cugny et déléguée du secteur du Vermandois, chargé de la vidéoprotection.
6. Patrick Dumaire, maire de Juvigny et délégué du secteur du nord-ouest de Soissons, chargé des télégestions et mutualisations.

| Période      | Période      | Identité            | Étiquette | Qualité                        |
| ------------ | ------------ | ------------------- | --------- | ------------------------------ |
| 2008         | 2014         | Bernard Leclère     |           | Maire de Saconin-et-Breuil     |
| 2014         | octobre 2020 | Daniel Dumont       |           | Adjoint au maire de Couvrelles |
| octobre 2020 | En cours     | Jean-Claude Bereaux |           | Maire de Chézy-sur-Marne       |

### Compétences
Le syndicat mixte exerce des compétences qui lui sont déléguées par les communes membres. Il s'agit de :
1. Au titre des compétences obligatoires : 
  1. En matière d'électricité, celle de la concession de la distribution publique d'électricité et de gaz, de l'aménagement, de l'entretien directe, ou via son concessionnaire, du réseau public de distribution d'électricité de basse et moyenne tension.
  2. Étude et travaux d'enfouissement des réseaux de communication électronique et électrique.
  3. Création, entretien et exploitation des infrastructures de charge des voitures électriques.
2. Au titre des compétences optionnelles : 
  1. L'éclairage public : entretien et aménagement du réseau.
  2. Le gaz : gestion des contrats de concession.
  3. Réseaux de chaleur et de froid : entretien et aménagement.
  4. Énergies renouvelables : réalisation et gestion des installations.
  5. Vidéoprotection : réalisation, acquisition et gestion des dispositifs.
  6. Réseaux et services locaux de communications électroniques : construction, acquisition, exploitation, et entretien de réseaux de communications électroniques avec sa mise en concession ou l'acquisition des droits d'exploitation.

### Régime fiscal et budget
L'Union des secteurs d'énergie du département de l'Aisne est un syndicat mixte. Par rapport à des autres établissements publics de coopération intercommunale comme les communautés d'agglomération et les communautés de communes, ce dernier est un établissement public de coopération intercommunale sans fiscalité propre, c'est-à-dire, que leurs ressources proviennent essentiellement des cotisations versées ou des fiscalités données par ses membres (communes, EPCI et département de l'Aisne).
Les recettes de l'USEDA proviennent essentiellement en 2017 des taxes sur l'électricité, de la subvention FSN, de la participation des collectivités territoriales, de la subvention départementales, des emprunts et de la TVA perçue.
Les dépenses de l'USEDA sont consacrées en 2017 quasiment sur des travaux. Une grande partie est dédiée à la fibre optique avec la création et l'aménagement de fibre optique dans les zones rurales. Les travaux sur les réseaux électriques viennent juste après ceux sur la fibre optique et les travaux sur l'éclairage publique suivent après.

### Logotype

Ancien logo de l'USEDA jusqu'en 2015.
Logo actuel de l'USEDA.

## Projets et réalisations

### Réalisations et entretiens
Chaque année, l'USEDA donne des subventions, ou participe aux travaux d'enfouissement des réseaux électriques et de communication ou d'éclairages publiques de ces communes membres.
L'USEDA est chargé par ses membres de gérer les contrats de concession du réseau basse et moyenne tension, dont elle est propriétaire. Trois concessionnaires sont présents sur son réseau. Sur quasiment toutes les communes membres de l'USEDA, le concessionnaire est Enedis, sauf pour 136 communes membres où c'est la SICAE de l'Aisne qui est le gestionnaire du réseau. La SICAE de l'Oise a également la gestion du réseau électrique d'une commune isarienne.

### Fibre optique
Dans le cadre du plan France Très Haut Débit (THD), le département de l'Aisne a adopté d'un schéma directeur d'aménagement numérique (SDAN) pour installation un réseau de fibre optique en zone rurale sur son territoire, dont les opérateurs privées ne souhaitent leurs propres réseaux. Elle a décidé de confier la gestion et la propriété de ce réseau à l'USEDA, d'où son entrée par arrêté préfectoral du 11 mars 2014.
Pour mettre en place ce réseau d'initiative publique, l'Union des secteurs d'énergie du département de l'Aisne a concédé ce réseau à Axione, filiale du groupe Bouygues, pour le créer et gérer son entretien pour trente ans. L'USEDA prévoit de couvrir l'ensemble des communes de son réseau en fibre optique pour 2022 et a ouvert un site web consacré à ce dernier.

### Sources
- La BANATIC